# 29 listopada
29 listopada jest 333. (w latach przestępnych 334.) dniem w kalendarzu gregoriańskim. Do końca roku pozostaje 32 dni.

## Święta
- Imieniny obchodzą: Błażej, Błażeja, Bolemysł, Dionizy, Filomen, Franciszek, Fryderyk, Klementyna, Pafnucy, Paramon, Przemysł, Radbod, Saturnin, Siedlewit, Syzyniusz i Walter
- Liberia – Rocznica urodzin prezydenta Williama Tubmana
- Międzynarodowe – Międzynarodowy Dzień Solidarności z Narodem Palestyńskim[1] (ustanowione przez Zgromadzenie Ogólne ONZ)
- Polska – Dzień Podchorążego
- Serbia – Święto Republiki
- Vanuatu – Dzień Jedności
- Wspomnienia i święta w Kościele katolickim[2][3] obchodzą:
  - Wszystkich Świętych Zakonu Serafickiego[4]
  - św. Brendan Starszy (apostoł Irlandii)
  - bł. Dionizy od Narodzenia Pańskiego (męczennik)
  - św. Franciszek Antoni Fasani (prezbiter)
  - św. Kutbert Mayne (męczennik)
  - bł. Maria Klementyna Anuarita Nengapeta (męczennica)
  - bł. Redempt od Krzyża (męczennik)
  - św. Saturnin z Kartaginy (męczennik)
  - św. Saturnin z Tuluzy (biskup)

## Wydarzenia w Polsce

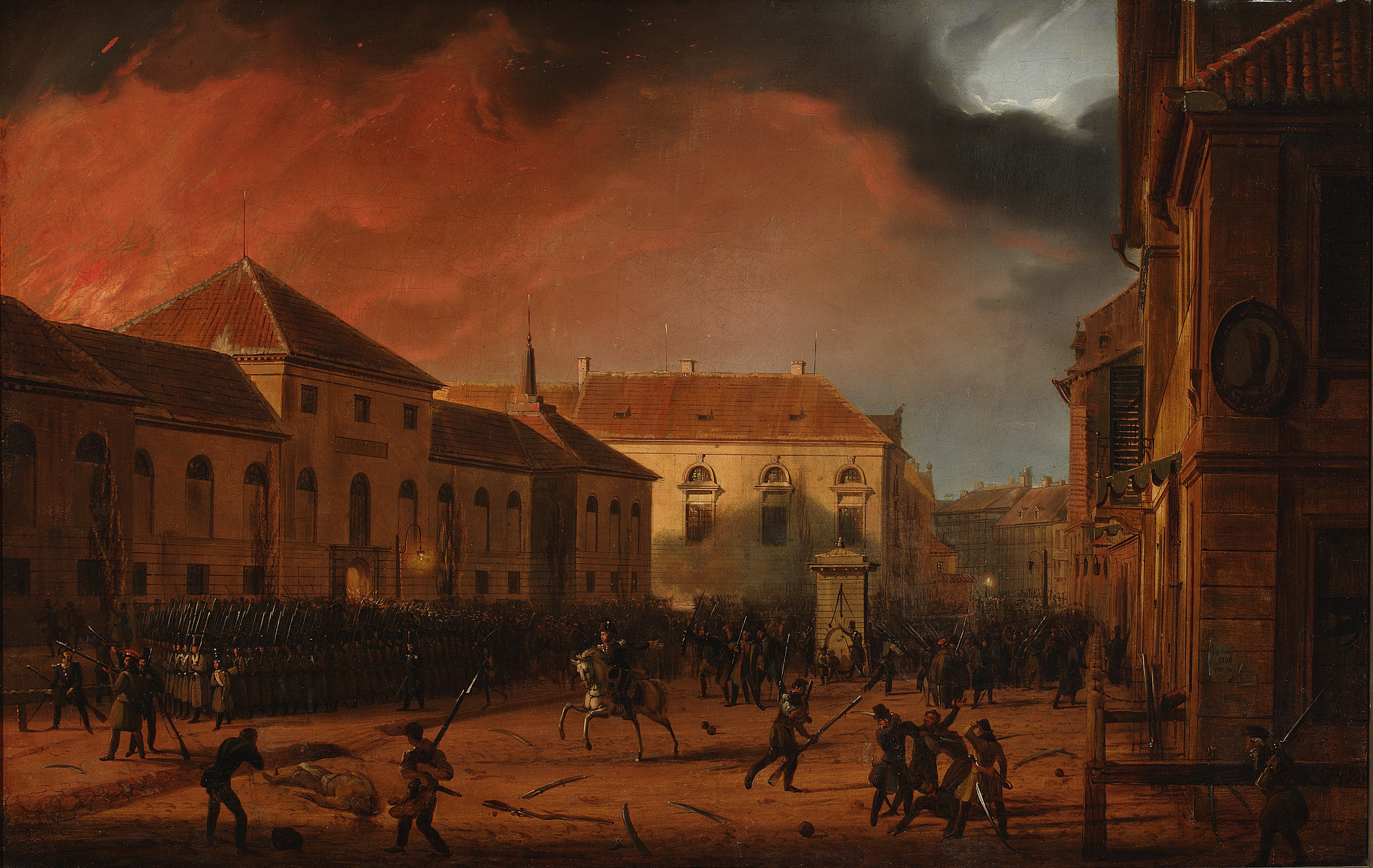
Marcin Zaleski, Wzięcie Arsenału (1831)

- 1576 – Zakończyły się obrady Sejmu toruńskiego na którym przyjęto Excepta mazowieckie (z łac. exceptum – wyjątek) – wyjątki zastrzeżone przez szlachtę mazowiecką przyjmującą prawo obowiązujące w Koronie, ostatecznie zatwierdzone przez króla Stefana Batorego 10 czerwca 1577 roku w Malborku.
- 1587 – Wojska pretendującego do tronu polskiego arcyksięcia Maksymiliana III Habsburga zakończyły nieudane oblężenie Krakowa.
- 1662 – Hetman polny litewski Wincenty Aleksander Gosiewski został zamordowany przez członków Związku Braterskiego.
- 1766 – W Warszawie zakończył obrady Sejm Czaplica.
- 1772 – Zakończyła się obrona klasztoru oo. karmelitów bosych w Zagórzu, ostatnia bitwa w czasie konfederacji barskiej.
- 1813 – VI koalicja antyfrancuska: Wolne Miasto Gdańsk skapitulowało przed wojskami rosyjskimi.
- 1830 – W nocy młodzi słuchacze Szkoły Podchorążych Piechoty w Warszawie pod wodzą porucznika Piotra Wysockiego wraz z cywilnymi spiskowcami rozpoczęli powstanie listopadowe.
- 1841 – W Warszawie odsłonięto Pomnik oficerów-lojalistów poległych w Noc Listopadową.
- 1849 – Poświęcono kościół Świętego Krzyża w Żaganiu.
- 1860 – W 30. rocznicę wybuchu powstania listopadowego w dawnym kościele oo. karmelitów na Lesznie w Warszawie po raz pierwszy wykonano pieśń Boże, coś Polskę, w wersji poprawionej przez Antoniego Goreckiego.
- 1910 − Lewicowi studenci Uniwersytetu Jagiellońskiego nie dopuścili do wykładu ks. Kazimierza Zimmermanna, w odpowiedzi na co relegowano 3 z nich, 16 ukarano naganą, a 36 upomnieniem, co doprowadziło do wybuchu strajku studentów, po którym uczelnia została czasowo zamknięta.
- 1913 – W stoczni Schichaua w Gdańsku zwodowano niemiecki krążownik liniowy SMS „Lützow”.
- 1918:
  - Józef Piłsudski objął urząd głowy państwa jako Tymczasowy Naczelnik Państwa. Urząd ten piastował do 20 lutego 1919 roku, kiedy Sejm Ustawodawczy zatwierdził go jako Naczelnika Państwa.
  - W Warszawie otwarto kawiarnię artystyczną Pod Picadorem.
- 1920 – W Bytomiu została uruchomiona Elektrociepłownia Szombierki.
- 1926 – Rozpoczął działalność Zakład Karny Tarnów.
- 1929 – Odbyła się inauguracja pierwszego roku akademickiego w Centralnym Instytucie Wychowania Fizycznego w Warszawie.
- 1936 – Zwodowano stawiacz min ORP „Gryf”.
- 1939 – W nocy z 29 na 30 listopada Niemcy spalili Wielką Synagogę w Oświęcimiu.
- 1944 – Tomasz Arciszewski został premierem RP na uchodźstwie.
- 1945 – II atak UPA na Birczę.
- 1945 – Odbyło się uroczyste poświęcenie i otwarcie nekropolii, która została nazwana najpierw Cmentarzem Poległych w Powstaniu, a od połowy lat 50. Cmentarzem Powstańców Warszawskich. Już w listopadzie rozpoczęły się pochówki zwłok zbieranych z terenu całej Warszawy. Najpierw chowano tych, którzy leżeli na wierzchu, w gruzach i mieszkaniach w różnych miejscach Warszawy.
- 1957 – W Teatrze Dramatycznym w Warszawie odbyła się światowa prapremiera dramatu Witolda Gombrowicza Iwona, księżniczka Burgunda.
- 1966 – Dokonano oblotu szybowca SZD-32 Foka 5.
- 1969 – Odsłonięto Pomnik Bohaterskim Lotnikom Dęblińskiej Szkoły "Orląt" w Dęblinie.
- 1970 – Dokonano oblotu szybowca SZD-35 Bekas.
- 1972 – Sejm PRL uchwalił reformę władz terenowych. Zlikwidowano 4 tys. gromad i osiedli, wprowadzając w ich miejsce gminy, które istniały do 1954. Na czele każdej z 2 tys. gmin miał stanąć naczelnik, podlegający wyższym organom administracji państwowej.
- 1975 – Uruchomiono Rafinerię Nafty Gdańsk.
- 1982 – Premiera filmu Amnestia w reżyserii Stanisława Jędryki.
- 1987 – Odbyło się niewiążące referendum na temat dalszych reform gospodarczych i demokratyzacji życia w PRL.
- 1989 – Rozwiązano Zjednoczone Stronnictwo Ludowe.
- 1990:
  - Dokonano oblotu szybowca SZD-56 Diana.
  - Zlikwidowano restrykcje w sprzedaży napojów alkoholowych. Wódkę znów można było kupować przed godziną 13:00.
- 2000 – Został udostępniony bankom system informacji Biura Informacji Kredytowej.
- 2004 – Utworzono Żorski Park Przemysłowy.
- 2016 – 8 górników zginęło w wyniku wstrząsu w kopalni rudy miedzi „Rudna” w Polkowicach.
- 2018 – Szopki krakowskie zostały wpisane na Listę niematerialnego dziedzictwa kulturowego UNESCO.
- 2020 – Francuzka Valentina Tronel z utworem J’imagine wygrała 18. Konkurs Piosenki Eurowizji dla Dzieci w Warszawie.

## Wydarzenia na świecie
- 939 – Edmund Starszy został koronowany na króla Anglii.
- 1223 – Papież Honoriusz III zatwierdził regułę zakonu franciszkanów autorstwa św. Franciszka z Asyżu.
- 1226 – Ludwik IX Święty został koronowany w katedrze w Reims na króla Francji.
- 1249 – Prusowie pokonali Krzyżaków w bitwie pod Krukami.
- 1314 – Ludwik X Kłótliwy został królem Francji.
- 1394 – Król Yi Song-gye przeniósł stolicę Korei z Kaesŏng do Hanyang (obecnie Seul).
- 1516 – Podpisano szwajcarsko-francuski tzw. Wieczny Pokój.
- 1549 – Rozpoczęło się konklawe, które wybrało na papieża Juliusza III.
- 1612 – Rozpoczęła się portugalsko-angielska bitwa morska pod Suvali u wybrzeży Indii.
- 1622 – Walki o niezależność Libanu: miała miejsce bitwa pod Andżar.
- 1627 – Emilio Bonaventura Altieri (późniejszy papież Klemens X) został mianowany biskupem Camerino.
- 1641 – Irlandzka wojna konfederacka: zwycięstwo powstańców irlandzkich nad wojskiem angielskim w bitwie pod Julianstown.
- 1777 – Hiszpanie założyli San Jose w Kalifornii (jako El Pueblo de San José de Guadalupe).
- 1780 – Po śmierci cesarzowej Marii Teresy Habsburg pełnię władzy w cesarstwie przejął jej syn Józef II Habsburg.
- 1781 – Załoga płynącego na Jamajkę brytyjskiego statku niewolniczego „Zong” wyrzuciła za burtę 133 Afrykanów w celu uzyskania odszkodowania za niewolników „zaginionych na morzu”.
- 1791 – Brytyjczycy objęli w posiadanie Wyspy Chatham na Pacyfiku.
- 1797 – Sułtan Hiszam ibn Muhammad abdykował na rzecz swego brata Mulaja Sulajmaja, kończąc 5-letni okres dwuwładzy w Maroku.
- 1806 – U wybrzeży wyspy Lifuka w archipelagu Tonga tubylcy napadli na stojący na kotwicy brytyjski okręt korsarski „Port-au-Prince”, zabijając kapitana i 35 członków załogi. Po ograbieniu statku z co cenniejszych dla Polinezyjczyków rzeczy został on zatopiony wraz z ładunkiem złota i srebra, który nie przedstawiał dla nich żadnej wartości.
- 1811 – Król Neapolu Joachim Murat zamknął Szkołę Medyczną w Salerno.
- 1812 – Inwazja Napoleona na Rosję: zakończyła się bitwa nad Berezyną.
- 1814 – W Londynie po raz pierwszy na świecie rozpoczęto drukowanie dziennika „The Times” na cylindrycznej maszynie konstrukcji Friedricha Koeniga.
- 1815 – Wojna o niepodległość Argentyny: zwycięstwo rojalistów w bitwie pod Sipe-Sipe.
- 1844 – Francisco María Oreamuno Bonilla został prezydentem Kostaryki.
- 1847:
  - Indianie dokonali masakry kilkunastu osadników na misji pod Walla-Walla w Oregonie.
  - Zakończyła się szwajcarska wojna domowa.
- 1850 – W Ołomuńcu zawarto, za pośrednictwem cara Mikołaja I, porozumienie prusko-austriackie, oznaczające rezygnację Prus z projektów unii i uznanie przez nie ustroju Związku Niemieckiego.
- 1863:
  - Wojna secesyjna: zwycięstwo wojsk Unii w bitwie pod Fort Sunders.
  - Została założona Politechnika Mediolańska (jako Wyższy Instytut Techniczny).
- 1864:
  - Wojna secesyjna: zwycięstwo wojsk Unii w bitwie pod Spring Hill.
  - Wojny z Indianami: oddziały milicji z Kolorado pod dowództwem Johna Chivingtona dokonały masakry około 150 mieszkańców wioski z plemion Szejenów i Arapahów nad strumieniem Sand Creek.
- 1869 – W Neapolu odbyła się premiera opery Gabriella di Vergy Gaetana Donizettiego.
- 1872 – Wojna z Modokami: zwycięstwo armii amerykańskiej w bitwie nad Lost River.
- 1877 – Thomas Alva Edison zaprezentował działanie fonografu.
- 1879 – Król Hiszpanii Alfons XII Burbon ożenił się po raz drugi z arcyksiężniczką austriacką Marią Krystyną.
- 1890 – W Japonii weszła w życie konstytucja Meiji.
- 1897 – „Kaiser Wilhelm der Große” jako pierwszy niemiecki statek zdobył Błękitną Wstęgę Atlantyku.
- 1899 – Joan Gamper założył wraz z przyjaciółmi klub piłkarski FC Barcelona.
- 1906 – Założono włoskie przedsiębiorstwo motoryzacyjne Lancia.
- 1910 – Z Port Chalmers na nowozelandzkiej Wyspie Południowej wypłynął w kierunku Antarktydy żaglowiec „Terra Nova” z członkami brytyjskiej ekspedycji pod dowództwem Roberta Falcona Scotta, której celem było pierwsze w historii dotarcie do bieguna południowego. Tego samego dnia z Tokio wypłynął też statek „Kainan Maru” z japońską ekspedycją antarktyczną, kierowaną przez Nobu Shirase.
- 1912:
  - Dzień po ogłoszeniu niepodległości w Albanii powstał rząd Ismaila Qemala.
  - Założono niemiecki klub piłkarski SV Meppen (jako Amisia Meppen).
- 1913 – Została założona Międzynarodowa Federacja Szermiercza (FIE) z siedzibą w szwajcarskiej Lozannie.
- 1915:
  - I wojna światowa: niemiecki okręt podwodny SM UC-13 został wyrzucony na mieliznę i zniszczony u wybrzeża Turcji.
  - Afonso Costa został po raz drugi premierem Portugalii.
- 1918 – Wojna estońsko-bolszewicka: Armia Czerwona zdobyła Narwę.
- 1920:
  - Armia Czerwona wkroczyła do Armenii.
  - Na Sumatrze znaleziono kamień z najstarszą znaną inskrypcją w języku staromalajskim datowaną na 1 maja 683 roku.
  - W Kownie w wyniku rokowań polsko-litewskich zawarto traktat przewidujący zakończenie działań zbrojnych między Litwą i Litwą Środkową, wymianę jeńców i oddanie Komisji Kontrolnej Ligi Narodów prawa wytyczenia pasa neutralnego.
- 1928 – W Australii utworzono trzeci gabinet Stanleya Bruce’a.
- 1930:
  - Premiera francuskiego filmu surrealistycznego Złoty wiek w reżyserii Luisa Buñuela.
  - Ukazało się pierwsze wydanie francuskiego prawicowego dziennika „Je suis partout”.
- 1932 – Francja i ZSRR zawarły pakt o nieagresji.
- 1933 – Późniejszy autor autobiograficznej powieści Papillon Henri Charrière uciekł wraz z dwoma współwięźniami z kolonii karnej na Wyspie Diabelskiej u wybrzeży Gujany Francuskiej, skąd przez Trynidad i Curaçao dotarli do miasta Ríohacha w Kolumbii, gdzie zostali ponownie aresztowani.
- 1934 – Książę Kentu Jerzy poślubił w Opactwie Westminsterskim w Londynie księżniczkę grecką Marinę.
- 1937 – W Australii powstał czwarty gabinet Josepha Lyonsa.
- 1939:
  - Bitwa o Atlantyk: niemiecki okręt podwodny U-35 został zatopiony u wybrzeży Szetlandów przez brytyjskie niszczyciele, a jego 43-osobowa załoga wzięta do niewoli.
  - Rada Najwyższa ZSRR wydała dekret o przymusowym nadaniu obywatelstwa radzieckiego „byłym obywatelom polskim”.
- 1941 – W Forcie IX twierdzy w Kownie funkcjonariusze Litewskich Batalionów Pomocniczej Służby Policyjnej wymordowali, pod niemieckim nadzorem, ok. 2 tys. Żydów z Wiednia i Wrocławia.
- 1943:
  - Bitwa o Atlantyk: niemiecki okręt podwodny U-86 został zatopiony przez brytyjskie niszczyciele HMS „Tumult” i HMS „Rocket”, w wyniku czego zginęła cała, 50-osobowa załoga.
  - Wojna na Pacyfiku: japoński statek „Suez Maru” został zatopiony na Morzu Jawajskim przez amerykański okręt podwodny USS „Bonefish”. Przewoził około 550 alianckich jeńców, spośród których wszyscy zatonęli lub zostali wymordowani przez japońską załogę.
  - Założono Armeńską Akademię Nauk.
- 1944:
  - Front wschodni: zwycięstwo Armii Czerwonej i partyzantów jugosłowiańskich nad wojskami niemiecko-węgiersko-chorwackimi w bitwie pod Batiną (11-29 listopada).
  - Wojna na Pacyfiku: na południe od wyspy Honsiu zatonął po storpedowaniu przez amerykański okręt podwodny USS „Archerfish” japoński lotniskowiec „Shinano”.
- 1945:
  - Delegacja 80 byłych więźniów niemieckich obozów koncentracyjnych podziękowała papieżowi Piusowi XII za wysiłki na rzecz ratowania Żydów w czasie II wojny światowej.
  - Powstała Federacyjna Ludowa Republika Jugosławii.
- 1947 – Na wniosek ONZ Palestyna została podzielona na część żydowską i arabską, które przekształciły się następnie w Izrael i arabską Palestynę.
- 1949 – Otwarto Słowacką Galerię Narodową.
- 1950:
  - Powstała Narodowa Rada Kościołów Chrześcijańskich w Stanach Zjednoczonych.
  - Wojna koreańska: w porcie Pusan wylądował tysiącosobowy Batalion Francuski.
- 1951 – Na poligonie w Nevadzie przeprowadzono pierwszą amerykańską podziemną próbę jądrową.
- 1953 – Zainaugurował działalność Teatr Opery i Baletu w Tiranie.
- 1954 – W Nowym Jorku zamknięto centrum imigracyjne na Ellis Island.
- 1956 – Rozpoczęła emisję programu Telewizja Armeńska.
- 1957 – Rainer von Fieandt został premierem Finlandii.
- 1961:
  - John McCone został dyrektorem CIA.
  - NASA: podczas misji kosmicznej Mercury-Atlas 5 szympans o imieniu Enos dwukrotnie okrążył Ziemię.
  - Został wysadzony w powietrze zabytkowy kościół Najświętszej Maryi Panny w Grodnie.
- 1962 – Podpisano francusko-brytyjską umowę o wspólnej budowie pasażerskiego samolotu naddźwiękowego Concorde.
- 1963:
  - 118 osób zginęło koło miasta Sainte-Thérèse w Quebecu w katastrofie należącego do Trans-Canada Airlines samolotu Douglas DC-8, lecącego z Montrealu do Toronto.
  - Prezydent USA Lyndon B. Johnson powołał komisję śledczą mającą zbadać sprawę zabójstwa swego poprzednika Johna F. Kennedy’ego. Na jej czele stanął prezes Sądu Najwyższego Earl Warren.
- 1967:
  - W wyniku runięcia zapory wodnej Sempor w środkowej części indonezyjskiej wyspy Jawa zginęło 160-200 osób.
  - Wystrzelono pierwszego australijskiego sztucznego satelitę WRESAT.
- 1970 – Wyemitowano pierwszy odcinek niemieckiego serialu kryminalnego Tatort.
- 1971 – W Herten został porwany Theo Albrecht, współwłaściciel niemieckiej sieci supermarketów Aldi. Po wpłaceniu 7 mln marek okupu zwolniono go 17 dni później.
- 1972 – Premiera konsoli do gier elektronicznych Pong.
- 1974 – Współzałożycielka Frakcji Czerwonej Armii (RAF) Ulrike Meinhof została skazana na karę 8 lat pozbawienia wolności za zamach bombowy z 1972 roku na wydawnictwo Springera w Hamburgu.
- 1975:
  - Otwarto Port lotniczy Montreal-Mirabel.
  - W katastrofie awionetki pod Londynem zginęli brytyjscy kierowcy Tony Brise i Graham Hill oraz 4 innych członków zespołu F1 Embassy Hill.
- 1981 – Ponad 200 osób zginęło, a kilkaset został rannych w przeprowadzonym przez Braci Muzułmańskich w Syrii zamachu bombowym w Damaszku.
- 1983 – Zgromadzenie Ogólne ONZ wezwało ZSRR do wycofania wojsk z Afganistanu.
- 1986 – Wojna domowa w Surinamie: wojska rządowe dokonały pacyfikacji i masakry 35 mieszkańców wsi Moiwana.
- 1987 – 155 osób zginęło po wybuchu bomby zegarowej podłożonej przez agentów północnokoreańskich na pokładzie południowokoreańskiego samolotu Boeing 707 lecącego nad Morzem Andamańskim.
- 1990 – Rada Bezpieczeństwa ONZ wydała zgodę na użycie wszelkich środków w celu wyzwolenia Kuwejtu spod okupacji irackiej.
- 1993 – W Mołdawii wszedł do obiegu lej mołdawski.
- 1996 – Emil Constantinescu został prezydentem Rumunii.
- 2001 – W Urus-Martan pierwsza czeczeńska szahidka Aiza Gazujewa dokonała udanego zamachu na dowódcę miejscowego okręgu wojskowego majora Gajdara Gadżijewa, którego obwiniała za śmierć swojego męża.
- 2003 – W zasadzce pod Bagdadem zginęło 7 hiszpańskich agentów wywiadu. W innym incydencie, w Tikricie, zginęło dwóch dyplomatów japońskich.
- 2004 – W Chile opublikowano Raport Valecha dotyczący zbrodni popełnionych przez reżim gen. Augusto Pinocheta.
- 2007 – Prezydent Pakistanu gen. Pervez Musharraf został zaprzysiężony na drugą kadencję, tym razem jako cywil.
- 2008 – Blisko 400 osób zginęło, a kilkaset zostało rannych w zamieszkach na tle religijnym pomiędzy chrześcijanami a muzułmanami w nigeryjskim mieście Dżos.
- 2009 – W referendum w Szwajcarii obywatele opowiedzieli się za wprowadzeniem zakazu budowy minaretów.
- 2011:
  - Abdelilah Benkirane został premierem Maroka.
  - Powstała metropolia lwowska Kościoła katolickiego obrządku bizantyjsko-ukraińskiego.
  - Sąd Najwyższy unieważnił wyniki wyborów prezydenckich w Osetii Południowej, w których zwyciężyła kandydatka opozycji Ałła Dżyojewa.
- 2012 – Palestyna uzyskała status nieczłonkowskiego państwa-obserwatora ONZ.
- 2013 – Wszystkie 33 osoby na pokładzie zginęły w katastrofie należącego do LAM Mozambique Airlines Embraera 190 w Parku Narodowym Bwabwata w Namibii.
- 2015:
  - Były premier Roch Marc Christian Kaboré wygrał w I turze wybory prezydenckie w Burkinie Faso.
  - Zakłady w Long Beach w Kalifornii opuścił ostatni (279.) wojskowy samolot transportowy Boeing C-17 Globemaster III, przeznaczony dla sił powietrznych Kataru.
- 2017 – Międzynarodowy Trybunał Karny dla byłej Jugosławii w Hadze w trybie apelacji utrzymał wyroki 20 lat pozbawienia wolności z 2013 roku wobec Jadranka Prlicia, Slobodana Praljaka, Bruno Stojicia i Milivoja Petkovicia za zbrodnie wojenne i zbrodnie przeciwko ludzkości dokonane w czasie wojny w Bośni i Hercegowinie. Po ogłoszeniu wyroku Praljak wypił truciznę, co w konsekwencji doprowadziło do jego śmierci.

## Urodzili się
- 968 – Kazan, cesarz Japonii (zm. 1008)
- 1206 – Bela IV, król Węgier i Chorwacji (zm. 1270)
- 1293 – Matylda z Hainaut, księżna Achai (zm. 1331)
- 1329 – Jan I Dziecię, książę Dolnej Bawarii (zm. 1340)
- 1338 – Lionel z Antwerpii, książę Clarence (zm. 1368)
- 1427 – Zhu Qizhen, cesarz Chin (zm. 1464)
- 1463 – Andrea della Valle, włoski duchowny katolicki, biskup Crotone i Mileto, kardynał (zm. 1534)
- 1466 – Agostino Chigi, włoski bankier, mecenas sztuki (zm. 1520)
- 1484 – Joachim Vadian, szwajcarski humanista (zm. 1551)
- 1514 – Andreas Musculus, niemiecki teolog protestancki, wykładowca akademicki (zm. 1581)
- 1521 – Marco Antonio Maffei, włoski duchowny katolicki, arcybiskup Chieti, kardynał (zm. 1583)
- 1572 – Andrea Baroni Peretti, włoski kardynał (zm. 1629)
- 1627 – John Ray, angielski duchowny anglikański, przyrodnik (zm. 1705)
- 1676 – Henry Bunbury, brytyjski arystokrata, polityk (zm. 1733)
- 1677 – Guillaume Coustou, francuski malarz, rzeźbiarz (zm. 1746)
- 1679 – Antoni Farnese, książę Parmy (zm. 1731)
- 1694 – Leopold, książę Anhalt-Köthen (zm. 1728)
- 1696 – Anna Magdalena Rémuzat, francuska zakonnica, wizytka (zm. 1730)
- 1705 – Michael Festing, brytyjski kompozytor (zm. 1752)
- 1716 – Jan Ondřej Kayser z Kaysernu, czeski duchowny katolicki, biskup hradecki (zm. 1776)
- 1725 – Nicolas Guibal, francuski malarz (zm. 1784)
- 1737 – George Lennox, brytyjski arystokrata, polityk, generał (zm. 1805)
- 1745 – Jonathan Elmer, amerykański lekarz, prawnik, wojskowy, polityk, senator (zm. 1817)
- 1748 – Johan Frederik Clemens, duński malarz (zm. 1831)
- 1766 – Maine de Biran, francuski filozof, spirytualista (zm. 1824)
- 1778 – Hryhorij Kwitka-Osnowjanenko, ukraiński prozaik, dramaturg, dziennikarz, krytyk literacki i działacz kulturalno-społeczny (zm. 1843)
- 1779 – David Schulz, niemiecki teolog, wykładowca akademicki (zm. 1854)
- 1781 – Andrés Bello, wenezuelski poeta, filozof (zm. 1865)
- 1785 – Pierre-Antoine Lebrun, francuski poeta, drukarz (zm. 1873)
- 1794 – Feliks Breański, polski i turecki generał (zm. 1884)
- 1797 – Gaetano Donizetti, włoski kompozytor (zm. 1848)
- 1798 – Aleksandr Briułłow, rosyjski architekt, malarz (zm. 1877)
- 1799 – Amos Bronson Alcott, amerykański pisarz, nauczyciel (zm. 1888)
- 1801:
  - Antoni (Pawlinski), rosyjski biskup prawosławny (zm. 1878)
  - William Wood, brytyjski arystokrata, prawnik, polityk (zm. 1881)
- 1802 – Wilhelm Hauff, niemiecki pisarz (zm. 1827)
- 1803:
  - Christian Andreas Doppler, austriacki matematyk, fizyk (zm. 1853)
  - Gottfried Semper, niemiecki architekt (zm. 1879)
- 1805 – Friedrich Kasiski, niemiecki kryptolog, archeolog (zm. 1881)
- 1806 – Manuel de Araújo Porto-Alegre, brazylijski poeta, dramaturg, malarz, architekt, dziennikarz, krytyk i historyk sztuki, dyplomata (zm. 1879)
- 1809 – Gabriel Ferry, francuski pisarz (zm. 1852)
- 1810 – Henrietta Ewa Ankwiczówna, polska hrabianka (zm. 1879)
- 1814 – Jeronim De Rada, albański pisarz, folklorysta, działacz narodowy (zm. 1903)
- 1815 – Naosuke Ii, japoński daimyō, urzędnik (zm. 1860)
- 1816:
  - Aniela Aszpergerowa, polska aktorka (zm. 1902)
  - Morrison Remick Waite, amerykański prawnik (zm. 1888)
- 1818:
  - George Brown, kanadyjski polityk (zm. 1880)
  - William Ellery Channing, amerykański poeta (zm. 1901)
- 1821:
  - (lub 28 września) Karol Brzozowski, polski poeta, botanik, geolog, geograf, etnolog (zm. 1904)
  - Champ Ferguson, amerykański (konfederacki) partyzant, zbrodniarz wojenny (zm. 1865)
- 1822 – Albert von Maybach, niemiecki prawnik, sędzia, urzędnik kolejowy, polityk (zm. 1904)
- 1825 – Jean-Martin Charcot, francuski neurolog (zm. 1893)
- 1829:
  - Ignacy Danielewski, polski nauczyciel, pisarz ludowy, wydawca, drukarz (zm. 1907)
  - José López Domínguez, hiszpański generał, polityk, premier Hiszpanii (zm. 1911)
- 1830 – Sigismond Jaccoud, szwajcarski lekarz (zm. 1913)
- 1831 – Frederick Townsend Ward, amerykański żołnierz, awanturnik (zm. 1862)
- 1832 – Louisa May Alcott, amerykańska pisarka (zm. 1888)
- 1834 – Ladislav Čelakovský, czeski botanik, wykładowca akademicki (zm. 1902)
- 1835 – Cixi, cesarzowa Chin (zm. 1908)
- 1837 – Józef Braunseis, polski architekt (zm. 1914)
- 1838 – Ichikawa Danjūrō IX, japoński aktor kabuki (zm. 1903)
- 1839 – Ludwig Anzengruber, austriacki poeta, prozaik (zm. 1889)
- 1840 – James Crichton-Browne, brytyjski psychiatra (zm. 1938)
- 1841 – Andrzej Mikołaj Szyjewski, polski drukarz, związkowiec, uczestnik powstania styczniowego (zm. 1924)
- 1843 – Gertrude Jekyll, brytyjska architekt ogrodów (zm. 1932)
- 1848 – Paul Pau, francuski generał (zm. 1932)
- 1849:
  - John Ambrose Fleming, brytyjski fizyk, elektrotechnik, radiotechnik, wynalazca (zm. 1945)
  - Scholastyka Mackiewicz, polska podporucznik, weteranka powstania styczniowego (zm. 1943)
- 1850 – Agostino Richelmy, włoski duchowny katolicki, arcybiskup Turynu, kardynał (zm. 1923)
- 1851 – Andrzej Retke, polski duchowny i teolog katolicki, wykładowca akademicki (zm. 1907)
- 1855 – Paweł Schroeter, polski chirurg pochodzenia niemieckiego (zm. 1935)
- 1856 – Theobald von Bethmann Hollweg, niemiecki polityk, kanclerz Niemiec, premier Prus (zm. 1921)
- 1857:
  - Theodor Escherich, niemiecko-austriacki pediatra, wykładowca akademicki (zm. 1911)
  - Franz Josef Niedenzu, niemiecki botanik, wykładowca akademicki (zm. 1937)
- 1859:
  - Mikołaj Jańczuk, białorusko-rosyjski etnograf, folklorysta, literaturoznawca, historyk, archeolog, pisarz (zm. 1921)
  - Andreas Moser, niemiecki skrzypek, pedagog, muzykolog (zm. 1925)
- 1860 – Pietro La Fontaine, włoski duchowny katolicki, patriarcha Wenecji, kardynał (zm. 1935)
- 1861 – Theodor Ippen, austriacki albanolog, dyplomata (zm. 1935)
- 1862 – Gustav von Kahr, niemiecki polityk (zm. 1934)
- 1863:
  - Anatole Deibler, francuski kat (zm. 1939)
  - Georg Marco, austriacki szachista, publicysta szachowy (zm. 1923)
- 1864:
  - Karol Bohdanowicz, polski geolog, geograf, wykładowca akademicki (zm. 1947)
  - Władysław Chełchowski, polski generał brygady (zm. 1924)
  - Jan Gabriel Cumft, polski okulista, kalwiński działacz kościelny (zm. 1929)
- 1866:
  - Johan Friele, norweski żeglarz sportowy (zm. 1927)
  - Józef Pankiewicz, polski malarz, grafik, pedagog (zm. 1940)
- 1869 – Andrzej Pszenicki, polski inżynier budownictwa, konstruktor (zm. 1941)
- 1870:
  - Akira Fujinami, japoński patolog (zm. 1934)
  - Enric Prat de la Riba, hiszpański prawnik, pisarz, polityk (zm. 1917)
- 1871 – Max Silbert, francuski malarz pochodzenia rosyjskiego (zm. 1930)
- 1874 – Egas Moniz, portugalski psychiatra, neurochirurg (zm. 1955)
- 1876 – Nellie Tayloe Ross, amerykańska polityk (zm. 1977)
- 1878:
  - John Henry Derbyshire, brytyjski pływak, piłkarz wodny (zm. 1938)
  - Hubert Lefèbvre, francuski rugbysta (zm. 1937)
- 1879 – Jacob Gade, duński skrzypek, kompozytor (zm. 1963)
- 1881:
  - Aleksandr Iwanowski, rosyjski reżyser i scenarzysta filmowy (zm. 1968)
  - Jānis Lencmanis, łotewski działacz socjaldemokratyczny i komunistyczny (zm. 1939)
- 1882:
  - Władysław Lutecki, polski duchowny katolicki, malarz (zm. 1968)
  - Maria Milagros Ortells Gimeno, hiszpańska kapucynka, męczennica, błogosławiona (zm. 1936)
- 1883 – Max Horton, brytyjski admirał (zm. 1951)
- 1884 – Hans-Adolf von Moltke, niemiecki dyplomata (zm. 1943)
- 1886 – Marian Leopold Słonecki, polski malarz, konserwator dzieł sztuki (zm. 1969)
- 1887 – Michał Malinowski, polski jezuita, męczennik (zm. 1942)
- 1888 – Manuel Gonçalves Cerejeira, portugalski duchowny katolicki, patriarcha Lizbony, kardynał (zm. 1977)
- 1890:
  - Maria Sągajłło, polska chemik (zm. 1971)
  - Aleksandr Sierbiczenko, radziecki polityk (zm. 1938)
- 1891:
  - Hugo Lahtinen, fiński lekkoatleta, wieloboista i skoczek w dal (zm. 1977)
  - Julius Raab, austriacki polik, kanclerz Austrii (zm. 1964)
- 1892:
  - Franciszek Brodniewicz, polski aktor (zm. 1944)
  - Jerzy Czeszejko-Sochacki, polski polityk socjalistyczny i komunistyczny, poseł na Sejm RP (zm. 1933)
- 1893:
  - Edward Bogusz, polski legionista, polityk, poseł na Sejm RP (zm. 1986)
  - María Orosa, filipińska technolog żywności, działaczka społeczna i niepodległościowa (zm. 1945)
- 1895:
  - Busby Berkeley, amerykański reżyser i choreograf filmów muzycznych (zm. 1976)
  - Yakima Canutt, amerykański jeździec rodeo, aktor, kaskader (zm. 1986)
  - William Tubman, liberyjski polityk, prezydent Liberii (zm. 1971)
- 1896:
  - Stanisław Hryniewiecki, polski komandor porucznik (zm. 1943)
  - Józef Mazur, polski kapitan metrolog, fizyk, wykładowca akademicki (zm. 1977)
- 1897 – John Alexander, amerykański aktor (zm. 1982)
- 1898 – C.S. Lewis, brytyjski pisarz, historyk, filozof, teolog (zm. 1963)
- 1899:
  - Aleksander Kacprzyk, polski plutonowy (zm. 1967)
  - Lucjan Lewandowski, polski malarz (zm. 1964)
  - Emma Morano, włoska superstulatka (zm. 2017)
- 1900:
  - Jørgen-Frantz Jacobsen, duński (farerski) prozaik, poeta, dziennikarz (zm. 1938)
  - Håkan Malmrot, szwedzki pływak (zm. 1987)
  - Stjepan Vrbančić, chorwacki piłkarz (zm. 1988)
- 1901:
  - Mildred Harris, amerykańska aktorka (zm. 1944)
  - Franciszek Kotowski, polski konstruktor lotniczy, pilot, szybownik (zm. 1970)
  - Henryk Stamatello, polski inżynier dróg i mostów pochodzenia włoskiego (zm. 1997)
- 1902:
  - Carlo Levi, włoski pisarz, malarz pochodzenia żydowskiego (zm. 1975)
  - Tommy Loughran, amerykański bokser (zm. 1982)
  - Antonio Maquilón, peruwiański piłkarz (zm. 1984)
  - Georges Poulet, belgijski historyk i krytyk literatury (zm. 1991)
- 1903:
  - Vladas Jakubėnas, litewski kompozytor, krytyk muzyczny, pedagog (zm. 1976)
  - Olgierd Straszyński, polski dyrygent (zm. 1971)
- 1904:
  - Jerzy Bitschan, polski obrońca Lwowa (zm. 1918)
  - Henryk Budziński, polski wioślarz (zm. 1983)
  - Héctor Castro, urugwajski piłkarz, trener (zm. 1960)
  - Eugeniusz Guz, polski działacz komunistyczny (zm. 1959)
- 1905:
  - Chester Erskine, amerykański reżyser, producent i scenarzysta filmowy (zm. 1986)
  - Marcel Lefebvre, francuski duchowny katolicki, arcybiskup, tradycjonalista (zm. 1991)
  - Gawriił Trojepolski, rosyjski prozaik, dramaturg, satyryk, publicysta (zm. 1995)
- 1906:
  - Marian Finke, polski duchowny katolicki, teolog, pedagog (zm. 1986)
  - Käthe Krauß, niemiecka lekkoatletka, sprinterka (zm. 1970)
  - Matwiej Szaposznikow, radziecki generał porucznik (zm. 1994)
- 1907 – Piotr Buder, polski plutonowy, obrońca Westerplatte (zm. 1957)
- 1908 – Franciszek Jagusztyn, polski polityk ludowy (zm. 1968)
- 1909:
  - Cvitan Galić, chorwacki pilot wojskowy, as myśliwski (zm. 1944)
  - Barbara Orwid, polska aktorka (zm. 1998)
  - Stefan Skoumal, austriacki piłkarz (zm. 1983)
  - Đorđe Vujadinović, serbski piłkarz, trener (zm. 1990)
  - František Zíta, czeski szachista (zm. 1977)
- 1910:
  - Konstantin Badigin, rosyjski pisarz, polarnik (zm. 1984)
  - Bartłomiej Rusin, polski nauczyciel, polityk, poseł na Sejm PRL (zm. 1983)
- 1911:
  - Marian Nagnajewicz, polski filolog klasyczny, tłumacz (zm. 1987)
  - Ester Razi’el-Na’or, izraelska nauczycielka, polityk (zm. 2002)
- 1912:
  - Karol Bąkowski, polski major, działacz komunistyczny (zm. 1960)
  - Czesław Łapiński, polski taternik, alpinista, ratownik górski (zm. 1989)
  - John Templeton, amerykański finansista, filantrop (zm. 2008)
- 1913:
  - Elżbieta Barszczewska, polska aktorka (zm. 1987)
  - Beniamin Markarian, ormiański astrofizyk (zm. 1985)
  - Georges Spénale, francuski prozaik, poeta, polityk (zm. 1983)
- 1915 – Eugene Polley, amerykański inżynier, wynalazca (zm. 2012)
- 1916:
  - Bob Elliott, amerykański baseballista (zm. 1966)
  - Bolesław Własnowolski, polski pilot wojskowy, as myśliwski (zm. 1940)
- 1917:
  - Pierre Gaspard-Huit, francuski reżyser i scenarzysta filmowy (zm. 2017)
  - Herbert Zimmermann, niemiecki komentator sportowy (zm. 1966)
- 1919:
  - Raúl Campero, meksykański jeździec sportowy (zm. 1980)
  - Jadwiga Colonna-Walewska, polska aktorka (zm. 1980)
  - Andrzej Freń, polski generał brygady (zm. 1975)
  - Joe Weider, kanadyjski kulturysta (zm. 2013)
  - Stanisław Ziemski, polski architekt, malarz (zm. 2010)
- 1920:
  - Vittoria Calma, polska śpiewaczka operowa (sopran dramatyczny) (zm. 2007)
  - Richard Glazar, czeski inżynier, więzień obozu koncentracyjnego, pamiętnikarz pochodzenia żydowskiego (zm. 1997)
  - Jegor Ligaczow, rosyjski polityk (zm. 2021)
  - Elmo Zumwalt, amerykański admirał (zm. 2000)
- 1921:
  - Verner Ljunggren, szwedzki lekkoatleta, chodziarz (zm. 2006)
  - Carmen Llorca, hiszpańska historyk, wykładowczyni akademicka, pisarka, polityk (zm. 1998)
  - Augustyn Pilch, polski rolnik, polityk, poseł na Sejm PRL (zm. 1996)
  - James Scott-Hopkins, brytyjski polityk (zm. 1995)
  - Jackie Stallone, amerykańska tancerka, astrolog (zm. 2020)
  - Zdzisław Stroiński, polski poeta, żołnierz AK, uczestnik powstania warszawskiego (zm. 1944)
- 1922:
  - Zbigniew Dębski, polski podpułkownik, uczestnik powstania warszawskiego (zm. 2010)
  - Saturnina Wadecka, polska dziennikarka, pisarka (zm. 1998)
- 1923:
  - Krzysztof Boruń, polski pisarz science fiction, dziennikarz, popularyzator nauki, parapsycholog (zm. 2000)
  - Roman Husarski, polski rzeźbiarz, pedagog, pisarz (zm. 2004)
  - Augusto Lauro, włoski duchowny katolicki, biskup San Marco Argentano-Scalea (zm. 2023)
- 1924:
  - Erik Balling, duński reżyser i scenarzysta filmowy (zm. 2005)
  - Liza Vorfi, albańska aktorka (zm. 2011)
- 1925:
  - Stjepan Babić, chorwacki językoznawca, wykładowca akademicki (zm. 2021)
  - Ernst Happel, austriacki piłkarz, trener (zm. 1992)
  - Kazimierz Kordas, polski pisarz (zm. 1988)
  - Minnie Miñoso, kubański baseballista (zm. 2015)
  - Umberto Veronesi, włoski lekarz, onkolog, polityk, minister zdrowia (zm. 2016)
  - Yuk Young-soo, południowokoreańska pierwsza dama (zm. 1974)
- 1926:
  - Krzysztof Głuchowski, polski inżynier, działacz emigracyjny, publicysta, wydawca (zm. 2020)
  - Andrzej Przeździecki, polski szermierz, trener (zm. 2011)
  - Jean Sénac, algierski poeta, działacz narodowowyzwoleńczy pochodzenia francuskiego (zm. 1973)
  - Al-Badżi Ka’id as-Sibsi, tunezyjski prawnik, dyplomata, polityk, premier i prezydent Tunezji (zm. 2019)
  - Jerzy Unolt, polski ekonomista, nauczyciel akademicki (zm. 2006)
  - Andrzej Zeyland, polski prozaik, poeta (zm. 1993)
- 1927:
  - Narciso Parigi, włoski aktor, piosenkarz (zm. 2020)
  - Vin Scully, amerykański spiker sportowy (zm. 2022)
  - Alfred Wróbel, polski hokeista (zm. 1993)
- 1928:
  - Joan Martí i Alanís, hiszpański duchowny katolicki, biskup Seo de Urgel, współksiążę episkopalny Andory (zm. 2009)
  - Szulammit Alloni, izraelska polityk (zm. 2014)
  - Ante Dražančić, chorwacki ginekolog-położnik (zm. 2013)
  - Franco Festorazzi, włoski duchowny katolicki, arcybiskup Ankony-Osimo (zm. 2021)
  - Andrzej Kijowski, polski prozaik, eseista, scenarzysta, krytyk literacki (zm. 1985)
  - Tair Sałachow, rosyjski malarz, rysownik pochodzenia azerskiego (zm. 2021)
- 1929:
  - Tomasz Jurasz, polski pisarz, historyk sztuki (zm. 2016)
  - Jess Marlow, amerykański dziennikarz, reporter telewizyjny (zm. 2014)
  - Janusz Reykowski, polski psycholog, polityk
  - Jan Świąć, polski inżynier architekt, satyryk, aktor (zm. 1996)
- 1930:
  - Augustyn Januszewicz, polski duchowny katolicki, franciszkanin, biskup, misjonarz (zm. 2011)
  - Jean Vincent, francuski piłkarz, trener (zm. 2013)
- 1931:
  - Zdzisław Adamczewski, polski geodeta, wykładowca akademicki (zm. 2018)
  - Shintarō Katsu, japoński aktor, piosenkarz, reżyser i producent filmowy (zm. 1997)
  - André Noyelle, belgijski kolarz szosowy (zm. 2003)
  - Jan Sawicki, polski technik mechanik, działacz socjalistyczny, poseł na Sejm PRL (zm. 2017)
  - Nikołaj Sołowjow, radziecki i rosyjski dyplomata (zm. 1998)
  - Jurij Wojnow, ukraiński piłkarz, trener (zm. 2003)
  - Zenon Woźniak, polski archeolog (zm. 2025)
- 1932:
  - Jacques Chirac, francuski polityk, premier i prezydent Francji (zm. 2019)
  - Tonny van der Linden, holenderski piłkarz (zm. 2017)
  - Andrzej Leszek Szcześniak, polski historyk, pisarz (zm. 2003)
- 1933:
  - John Mayall, brytyjski muzyk bluesowy, multiinstrumentalista, kompozytor (zm. 2024)
  - James Rosenquist, amerykański malarz (zm. 2017)
  - Andrzej Sassyn, polski prawnik, samorządowiec (zm. 2022)
- 1934:
  - Andrzej Bielski, polski aktor (zm. 1996)
  - Mary Carter Reitano, australijska tenisistka
  - Nicéphore Soglo, beniński polityk, premier i prezydent Beninu
- 1935:
  - Joan Harrison, południowoafrykańska pływaczka (zm. 2025)
  - Diane Ladd, amerykańska aktorka
  - Mahmud Sulajman al-Maghribi, libijski polityk, premier Libii (zm. 2009)
  - Thomas O’Brien, amerykański duchowny katolicki, biskup Phoenix (zm. 2018)
- 1936 – Marian Kozłowski, polski zootechnik, polityk, poseł na Sejm i senator RP (zm. 2014)
- 1937:
  - Franco De Piccoli, włoski bokser
  - Branislav Martinović, serbski zapaśnik (zm. 2015)
- 1938:
  - Michel Duchaussoy, francuski aktor (zm. 2012)
  - Władimir Gołowanow, rosyjski sztangista (zm. 2003)
  - Carlos Lapetra, hiszpański piłkarz (zm. 1995)
  - Zlatko Šimenc, chorwacki piłkarz wodny
- 1939:
  - Filomeno Gonzales Bactol, filipiński duchowny katolicki, biskup Naval
  - Nikołaj Karasiow, rosyjski lekkoatleta, kulomiot
  - Sandro Salvadore, włoski piłkarz (zm. 2007)
- 1940:
  - Denny Doherty, kanadyjski wokalista, członek zespołu The Mamas & the Papas (zm. 2007)
  - Chuck Mangione, amerykański trębacz i kompozytor jazzowy (zm. 2025)
  - Dani Szmulewicz-Rom, izraelski piłkarz (zm. 2021)
- 1941:
  - Lothar Emmerich, niemiecki piłkarz, trener (zm. 2003)
  - Bill Freehan, amerykański baseballista (zm. 2021)
  - Stefan Reisch, niemiecki piłkarz, trener
- 1942:
  - Friedrich-Wilhelm Graefe zu Baringdorf, niemiecki polityk
  - Michael Craze, brytyjski aktor (zm. 1998)
  - Ann Dunham, amerykańska antropolog, matka Baracka Obamy (zm. 1995)
  - Reinhold Durnthaler, austriacki bobsleista (zm. 2017)
  - Kunio Lemari, marszalski polityk, prezydent Wysp Marshalla (zm. 2008)
  - Włodzimierz Paźniewski, polski poeta, prozaik, eseista
- 1943 – Jerzy Kruża, polski gimnastyk
- 1945:
  - Hana Maciuchová, czeska aktorka (zm. 2021)
  - Jan Religa, polski samorządowiec, polityk, poseł na Sejm RP (zm. 2016)
- 1946:
  - Gerald Celente, amerykański analityk trendów, publicysta
  - Andrzej Cierniewski, polski piosenkarz, autor piosenek
  - Vuk Drašković, serbski prawnik, pisarz, polityk
  - Nikołaj Kisielow, rosyjski piłkarz
- 1947:
  - Włodzimierz Bogusławski, polski historyk, polityk, poseł na Sejm RP
  - John Calvin, amerykański aktor
  - Petra Kelly, niemiecka polityk (zm. 1992)
  - Mirza Khazar, azerski, politolog, dziennikarz, pisarz, wydawca, tłumacz (zm. 2020)
  - George Kobayashi, japoński piłkarz
  - Andrzej Matul, polski dziennikarz, lektor
  - Mario Aurelio Poli, argentyński duchowny katolicki, arcybiskup Buenos Aires, kardynał
  - George Thompson, amerykański koszykarz (zm. 2022)
  - Clare Torry, brytyjska piosenkarka
- 1948:
  - Oleg Dołmatow, rosyjski piłkarz, trener
  - Yōichi Masuzoe, japoński polityk
  - Uładzimir Szymau, białoruski ekonomista, wykładowca akademicki, polityk
- 1949:
  - Dave Bright, nowozelandzki piłkarz
  - Kenneth Cameron, amerykański pilot wojskowy, inżynier, astronauta
  - Maurizio Flammini, włoski kierowca wyścigowy
  - Jerry Lawler, amerykański wrestler, komentator telewizyjny, rysownik
  - Stan Rogers, amerykański wokalista i muzyk folkowy (zm. 1983)
  - Garry Shandling, amerykański aktor, komik, reżyser, scenarzysta i producent telewizyjny (zm. 2016)
  - Jan (Stojkow), bułgarski duchowny prawosławny, biskup gławinicki (zm. 2019)
- 1950:
  - Dietmar Danner, niemiecki piłkarz
  - Pocho La Pantera, argentyński piosenkarz (zm. 2016)
  - Hans Weiner, niemiecki piłkarz (zm. 2024)
  - Marian Żukowski, polski ekonomista, wykładowca akademicki
- 1951:
  - Dan Chandler, amerykański zapaśnik
  - Andrzej Godula, polski kierowca rajdowy i wyścigowy
  - Tonie Marshall, francuska aktorka, reżyserka, scenarzystka i producentka filmowa pochodzenia amerykańskiego (zm. 2020)
  - Izabella Olejnik, polska aktorka
  - Tomasz Prądzyński, polski malarz (zm. 2007)
- 1952:
  - John D. Barrow, brytyjski fizyk teoretyk, kosmolog, pisarz popularnonaukowy (zm. 2020)
  - Pedro Damián, meksykański aktor, reżyser i producent filmowy
  - Jeff Fahey, amerykański aktor, producent filmowy i telewizyjny
  - Jerzy Kochan, polski filozof, socjolog, antropolog kulturowy, wykładowca akademicki
  - Henryk Opilo, polski polityk, poseł na Sejm RP (zm. 2021)
  - Hossein Sheikholeslam, irański dyplomata, polityk (zm. 2020)
  - Czesław Stanjek, polski zapaśnik, trener
- 1953:
  - Andrzej Dziurawiec, polski pisarz, scenarzysta filmowy
  - Jerzy Grundkowski, polski pisarz (zm. 2016)
  - Andrzej Kącki, polski piłkarz ręczny, bramkarz
  - Christine Pascal, francuska aktorka, reżyserka i scenarzystka filmowa (zm. 1996)
  - Huub Stevens, holenderski piłkarz, trener
  - Wojciech Szarata, polski koszykarz
  - Rosemary West, brytyjska seryjna morderczyni
- 1954:
  - Zbigniew Bujak, polski działacz opozycji antykomunistycznej, nauczyciel akademicki, polityk, poseł na Sejm RP
  - Joel Coen, amerykański reżyser filmowy
  - Justo Rodríguez Gallego, hiszpański duchowny katolicki, biskup pomocniczy Zárate-Campana
  - Andrzej Rokicki, polski polityk, poseł Sejm RP
  - Mason Ruffner, amerykański piosenkarz, gitarzysta, autor tekstów
  - Irena Tomaszak-Zesiuk, polska nauczycielka, działaczka samorządowa, polityk, poseł na Sejm RP
  - Jan Ullsten, szwedzki curler
- 1955:
  - Howie Mandel, kanadyjski aktor pochodzenia żydowskiego
  - Hassan Sheikh Mohamud, somalijski polityk, prezydent Somalii
  - Edward Socha, polski piłkarz, działacz i menedżer piłkarski
  - Andrzej Zabawa, polski hokeista
- 1956:
  - Pawieł Piegow, rosyjski łyżwiarz szybki
  - Katrin Saks, estońska dziennikarka, polityk
  - Jerry Sichting, amerykański koszykarz, trener
  - Cezary Stypułkowski, polski bankowiec
  - Andrzej Żurkowski, polski doktor inżynier transportu (zm. 2022)
- 1957:
  - Ewa Andrzejewska, polska reżyser filmowa (zm. 2019)
  - Jennifer Batten, amerykańska gitarzystka
  - Pasquale Cascio, włoski duchowny katolicki, arcybiskup Sant’Angelo dei Lombardi-Conza-Nusco-Bisaccia
  - Charles Grant, amerykański aktor
  - Paweł Mossakowski, polski dramaturg, prozaik, krytyk filmowy, scenarzysta filmowy
  - Janet Napolitano, amerykańska polityk pochodzenia włoskiego
  - Zbigniew Niciński, polski montażysta filmowy
  - Tetsuo Sugamata, japoński piłkarz
  - Jean-Philippe Toussaint, belgijski pisarz
- 1958:
  - John Dramani Mahama, ghański historyk, polityk, prezydent Ghany
  - Chibly Langlois, haitański duchowny katolicki, biskup Les Cayes, kardynał
  - Piotr Łysak, polski aktor
  - Lew Psachis, izraelski szachista, trener
  - Steve Timmons, amerykański siatkarz
- 1959:
  - Richard Borcherds, brytyjski matematyk, wykładowca akademicki
  - Nikołaj Czerniecki, rosyjski lekkoatleta, sprinter
  - Rahm Emanuel, amerykański polityk, kongresmen, burmistrz Chicago
  - Wojciech Łużny, polski fizyk, wykładowca akademicki
  - Mauro Ravnić, chorwacki piłkarz, bramkarz
  - Andris Teikmanis, łotewski prawnik, samorządowiec, polityk, burmistrz Rygi, dyplomata
  - Urs Zimmermann, szwajcarski kolarz szosowy
- 1960:
  - Jean-Pierre Lorit, francuski aktor
  - Cathy Moriarty, amerykańska aktorka
- 1961:
  - Henryk Czich, polski gitarzysta, kompozytor, wokalista, członek duetu Universe
  - Adriana Petcu, rumuńska inżynier, polityk
  - Brit Pettersen, norweska biegaczka narciarska
  - Tom Sizemore, amerykański aktor (zm. 2023)
- 1962:
  - Catherine Chabaud, francuska żeglarka, dziennikarka, polityk, eurodeputowana
  - Andy LaRocque, szwedzki muzyk, kompozytor, producent muzyczny, członek zespołu King Diamond
  - Jolanta Ludwikowska, polska ilustratorka książek dla dzieci i młodzieży
  - Andrew McCarthy, amerykański aktor, producent telewizyjny, pisarz
  - Andrzej Sermak, polski piłkarz
  - Karl Sundqvist, szwedzki kajakarz
- 1963:
  - Sławomir Chałaśkiewicz, polski piłkarz
  - Hans-Jürgen Gundelach, niemiecki piłkarz, bramkarz
  - Agata Karczmarek, polska gimnastyczka sportowa, lekkoatletka, skoczkini w dal (zm. 2016)
  - Martti Kellokumpu, fiński narciarz dowolny
- 1964:
  - Don Cheadle, amerykański aktor, reżyser i scenarzysta filmowy
  - Andrzej Jasionowski, polski prawnik, dyplomata
  - Juraj Liška, słowacki przedsiębiorca, samorządowiec, polityk
  - Ken Monkou, holenderski piłkarz pochodzenia surinamskiego
  - Gábor Tóth, węgierski zapaśnik
- 1965:
  - Tymon Chmielecki, polski duchowny katolicki, arcybiskup, nuncjusz apostolski
  - Yutaka Ozaki, japoński piosenkarz (zm. 1992)
  - Manfred Trenz, niemiecki przedsiębiorca, informatyk, grafik, projektant gier komputerowych
- 1966:
  - Marcelo Birmajer, argentyński dziennikarz, pisarz, scenarzysta filmowy
  - John Layfield, amerykański wrestler
- 1967:
  - Sapar Batyrow, turkmeński szachista
  - Jan Behrendt, niemiecki saneczkarz
  - Luiz Gonçalves Knupp, brazylijski duchowny katolicki, biskup Três Lagoas
  - Sylvia Jörrißen, niemiecka polityk
  - Charles Smith, amerykański koszykarz
- 1968:
  - Dee Brown, amerykański koszykarz, trener
  - Eiji Ezaki, japoński wrestler (zm. 2016)
  - Robert Jagła, polski polityk, menedżer, poseł na Sejm RP
  - Jonathan Knight, amerykański aktor, muzyk
  - Andy Melville, walijski piłkarz
  - Zbigniew Szewczyk, polski piłkarz
  - Charlotte Valandrey, francuska aktorka (zm. 2022)
- 1969:
  - Tomas Brolin, szwedzki piłkarz
  - Robert Ciba, polski bokser
  - Pierre van Hooijdonk, holenderski piłkarz
  - Tracy Joseph, brytyjska lekkoatletka, sprinterka i skoczni w dal
  - Kasey Keller, amerykański piłkarz, bramkarz
- 1970:
  - Larry Joe Campbell, amerykański aktor
  - Mark Pembridge, walijski piłkarz
  - Ryu Seung-ryong, południowokoreański aktor
  - Rafał Sroka, polski hokeista, trener
- 1971:
  - Biljana Borzan, chorwacka lekarka, polityk, eurodeputowana
  - Keith Carlock, amerykański perkusista
  - Gena Lee Nolin, amerykańska modelka, aktorka
  - Amy Peterson, amerykańska łyżwiarka szybka
  - Tan Zongliang, chiński strzelec sportowy
  - Joanna Węgrzynowska, polska aktorka
- 1972:
  - Mónica Calzetta Ruiz, hiszpańska szachistka
  - Andreas Goldberger, austriacki skoczek narciarski
  - Jukka Koskinen, fiński piłkarz
  - Paula Lehtomäki, fińska polityk
  - Jamal Mashburn, amerykański koszykarz
  - Rodrigo Pessoa, brazylijski jeździec sportowy
  - Diego Ramos, argentyński aktor
  - Roger Shah, niemiecki didżej, producent muzyczny
- 1973:
  - Dick van Burik, holenderski piłkarz
  - Ryan Giggs, walijski piłkarz, trener
  - Fredrik Norrena, fiński hokeista, bramkarz
  - Birgit Rockmeier, niemiecka lekkoatletka, sprinterka
  - Gabi Rockmeier, niemiecka lekkoatletka, sprinterka
- 1974:
  - Pavol Demitra, słowacki hokeista (zm. 2011)
  - Gunnlaugur Jónsson, islandzki piłkarz, trener
  - Lin Chi-ling, tajwańska aktorka, modelka, prezenterka telewizyjna
  - Esther López, hiszpańska siatkarka
  - Olga Nowokszczenowa, rosyjska pływaczka synchroniczna
  - Mike Penberthy, amerykański koszykarz, trener
  - Armand Ryfiński, polski przedsiębiorca, polityk, poseł na Sejm RP
  - Abdoulaye Traoré, burkiński piłkarz
  - Jan Votava, czeski szachista
  - Branimir Vujević, chorwacki wioślarz
  - Bogusław Wyparło, polski piłkarz, bramkarz
- 1975:
  - Matěj Hádek, czeski aktor
  - Jakub Lasota, polski aktor, wokalista
  - Sean O’Neal, amerykański aktor
  - Redha Tukar, saudyjski piłkarz
- 1976:
  - Chadwick Boseman, amerykański aktor (zm. 2020)
  - Lynn Boylan, irlandzka polityk, eurodeputowana
  - Anna Faris, amerykańska aktorka
  - Elisabeth Hilmo, norweska piłkarka ręczna
  - Ehren McGhehey, amerykański kaskader, aktor
  - Lindsay Mintenko, amerykańska pływaczka
- 1977:
  - Stefano Basalini, włoski wioślarz
  - Michał Cichy, polski siatkarz, trener (zm. 2022)
  - Paul Goodison, brytyjski żeglarz sportowy
  - Eddie Howe, angielski piłkarz, trener
  - Shady Mohamed, egipski piłkarz
  - Andy Panko, amerykański koszykarz
  - Marija Pietrowa, rosyjska łyżwiarka figurowa
- 1978:
  - Heather Bown, amerykańska siatkarka
  - Alessandro Fei, włoski siatkarz
  - Lauren German, amerykańska aktorka
  - Anna Hellman, szwedzka snowboardzistka
  - Sofroniusz (Kitajew), rosyjski biskup prawosławny
  - Dimitrios Konstandopulos, grecki piłkarz, bramkarz
  - Ludwika Paleta, polsko-meksykańska aktorka
  - Andrij Worobiej, ukraiński piłkarz
- 1979:
  - Simon Amstell, brytyjski komik, prezenter telewizyjny, aktor, scenarzysta
  - Gabi Buzek, polska artystka sztuk wizualnych, malarka, fotografka
  - Game, amerykański raper
  - Michael Lamey, holenderski piłkarz
  - Abdoulaye Soulama, burkiński piłkarz, bramkarz (zm. 2017)
  - Arpad Šterbik, hiszpański piłkarz ręczny, bramkarz pochodzenia węgierskiego
- 1980:
  - Izabela Bełcik, polska siatkarka
  - Chun Jung-myung, południowokoreański aktor
  - Mārtiņš Cipulis, łotewski hokeista
  - Janina Gavankar, amerykańska aktorka, wokalistka, muzyk pochodzenia holendersko-indyjskiego
  - Hreiðar Guðmundsson, islandzki piłkarz ręczny
  - Zbyněk Irgl, czeski hokeista
  - Justyna Karolkiewicz, polska lekkoatletka, sprinterka
  - Maria Konarowska, polska aktorka
  - Óscar McFarlane, panamski piłkarz, bramkarz
- 1981:
  - Cristina Bella, węgierska aktorka pornograficzna
  - Carmen Caso, dominikańska siatkarka
  - Michał Jastrzębski, polski perkusista, członek zespołu Lao Che
  - Bakyt Särsekbajew, kazachski bokser
  - Ad Sluijter, holenderski gitarzysta, kompozytor, członek zespołu Epica
  - Souleymane Youla, gwinejski piłkarz
- 1982:
  - Lucas Black, amerykański aktor
  - Sebastian Cybulski, polski aktor
  - Pekka Koskela, fiński łyżwiarz szybki
  - Clement Matawu, zimbabwejski piłkarz
  - John Mensah, ghański piłkarz
  - Marcin Robak, polski piłkarz
  - Krystal Steal, amerykańska aktorka pornograficzna
- 1983:
  - Albert Bunjaku, szwajcarski piłkarz pochodzenia kosowskiego
  - Jauhienij Hutarowicz, białoruski kolarz szosowy
  - Briann January, amerykańska koszykarka
  - Jennifer Oeser, niemiecka lekkoatletka, wieloboistka
  - Tanisha Wright, amerykańska koszykarka
- 1984:
  - Michael Devaney, irlandzki kierowca wyścigowy
  - Natalija Gros, słoweńska wspinaczka sportowa
  - J. Holiday, amerykański piosenkarz
  - Rasmus Lindgren, szwedzki piłkarz
  - Katlego Mphela, południowoafrykański piłkarz
  - Hannes Neuhauser, austriacki kierowca wyścigowy
  - Éva Orbán, węgierska lekkoatletka, młociarka
  - Juan José Paredes, gwatemalski piłkarz
  - Xu Chen, chiński badmintonista
- 1985:
  - Cristian Bartha, rumuński siatkarz
  - Shannon Brown, amerykański koszykarz
  - Myrlena López, portorykańska siatkarka
  - Indira Terrero, kubańsko-hiszpańska lekkoatletka, sprinterka
  - Anna Trusowa, rosyjska zapaśniczka
- 1986:
  - Barbara Hetmańska, polska piosenkarka
  - Lukas Kampa, niemiecki siatkarz
  - Muhammad Taufiq, indonezyjski piłkarz
- 1987:
  - Danni Miatke, australijska pływaczka
  - Stephen O’Halloran, irlandzki piłkarz
  - Dmytro Paszycki, ukraiński siatkarz
  - María del Rosario Espinoza, meksykańska taekwondzistka
- 1988:
  - Mana Dembélé, malijski piłkarz
  - Lore Gillis, belgijska siatkarka
  - Anas Bani Jasin, jordański piłkarz
  - Stephan Krüger, niemiecki wioślarz
  - Miao Miao, chińska aktorka
  - Miho Takahashi, japońska siatkarka
- 1989:
  - Dominic Adiyiah, ghański piłkarz
  - Tapaphaipun Chaisri, tajska siatkarka
  - Angelika Kulisch, polska kolarka
  - Bongani Ndulula, południowoafrykański piłkarz
  - Borisław Nowaczkow, bułgarski i amerykański zapaśnik
  - Juan Patiño, paragwajski piłkarz
  - Yūsuke Tanaka, japoński gimnastyk
- 1990:
  - Diego Boneta, meksykański piosenkarz, muzyk, aktor
  - Katherine Harms, amerykańska siatkarka
  - Panajotis Magdanis, grecki wioślarz
  - Garry Mendes Rodrigues, kabowerdeński piłkarz
  - Andrej Šustr, czeski hokeista
  - Yacouba Sylla, malijski piłkarz
- 1991:
  - Andreea Boghian, rumuńska wioślarka
  - Juan del Arco, hiszpański piłkarz ręczny
  - Terunofuji Haruo, mongolski zapaśnik sumo
  - Rebecca James, brytyjska kolarka torowa i przełajowa
  - Wiaczesław Sińkiewicz, rosyjski pływak
  - Laura Sito, brazylijska polityczka
- 1992:
  - Kim Cheol-min, południowokoreański łyżwiarz szybki
  - Anas al-Mukabbir, marokański zapaśnik
- 1993:
  - Dion Cooper, holenderski piosenkarz, autor tekstów
  - Mina El Hammani, hiszpańska aktorka pochodzenia marokańskiego
  - Manuel Lazzari, włoski piłkarz
  - Gerardo Moreno, meksykański piłkarz
  - Yūki Takahashi, japoński zapaśnik
- 1994:
  - Julius Randle, amerykański koszykarz
  - Naiane Rios, brazylijska siatkarka
  - Zhu Ting, chińska siatkarka
- 1995:
  - Troy Caupain, amerykański koszykarz
  - Daryl Macon, amerykański koszykarz
  - Laura Marano, amerykańska aktorka, piosenkarka pochodzenia włoskiego
  - Siobhan-Marie O’Connor, brytyjska pływaczka
- 1996:
  - Hussein Ali Al-Saedi, iracki piłkarz
  - Gonçalo Guedes, portugalski piłkarz
  - Akvilė Paražinskaitė, litewska tenisistka
  - Amalie Vangsgaard, duńska piłkarka
- 1997:
  - 22Gz, amerykański raper
  - Krzysztof Ciuksza, polski niepełnosprawny lekkoatleta
  - Agata Kryger, polska łyżwiarka figurowa
  - Giuseppe Pezzella, włoski piłkarz
  - Phee Jinq En, malezyjska pływaczka
  - Emma Ribom, szwedzka biegaczka narciarska
  - Nick Richards, jamajski koszykarz
  - Ye Qiuyu, chińska tenisistka
- 1998:
  - Fernando Costanza, brazylijski piłkarz
  - Nika Daalderop, holenderska siatkarka
  - Ayumu Hirano, japoński snowboardzista
  - Julia Huber, austriacka skoczkini narciarska
  - Shota Ogawa, japoński zapaśnik
  - Barnabás Peák, węgierski kolarz szosowy
  - Emir Sahiti, kosowski piłkarz
- 1999
  - Ana Godinez, kanadyjska zapaśniczka
  - Emmi Peltonen, fińska łyżwiarka figurowa
- 2000:
  - Williams Alarcón, chilijski piłkarz
  - Aleksandr Szewczenko, rosyjski tenisista
  - Matej Trusa, słowacki piłkarz
- 2001:
  - Oliwka Brazil, polska raperka, piosenkarka
  - Weronika Szlagowska, polska siatkarka
- 2002:
  - Yunus Musah, amerykański piłkarz pochodzenia ghańskiego
  - Zachary Svajda, amerykański tenisista
- 2003 – Randall Rodríguez, urugwajski piłkarz, bramkarz
- 2004 – Swiangi Dube, nepalska zapaśniczka

## Zmarli
- 521 – Jakub z Sarug, syryjski duchowny katolicki, pisarz, święty (ur. 451)
- 524 – Ahkal Mo’ Nahb I, majański władca miasta Palenque (ur. 465)
- 561 – Chlotar I, król Franków (ur. ok. 495)
- 874 – Hathemoda, księżniczka saska, pierwsza opatka zakonu w Gandersheim (ur. 840)
- 1253 – Otton II, książę Bawarii i Palatynatu (ur. 1206)
- 1268 – Klemens IV, papież (ur. przed 1200)
- 1292 – Paweł z Przemankowa, polski duchowny katolicki, biskup krakowski (ur. ?)
- 1314 – Filip IV Piękny, król Francji i Nawarry (jako Filip I) (ur. 1268)
- 1330 – Roger Mortimer, angielski arystokrata, polityk (ur. 1287)
- 1342 – Michał z Ceseny, włoski franciszkanin, filozof, teolog (ur. ok. 1270)
- 1378 – Karol IV Luksemburski, król Czech, cesarz rzymski (ur. 1316)
- 1393 – Leon V, ostatni król Małej Armenii (ur. 1342)
- 1422 – Benedykt XIII, antypapież (ur. 1342)
- 1480 – Fryderyk Wittelsbach, palatyn i książę Palatynatu-Simmern/Hunsrück (ur. 1417)
- 1504 – Maciej Russek, polski złotnik, kupiec, działacz społeczny, cechowy i samorządowy, burmistrz Poznania (ur. ok. 1440)
- 1510 – Muhammad Szibani, założyciel Chanatu Buchary (ur. 1451)
- 1516 – Giovanni Bellini, włoski malarz (ur. ok. 1427–30)
- 1530 – Thomas Wolsey, angielski kardynał, polityk (ur. 1471/74)
- 1543 – Hans Holbein (młodszy), niemiecki malarz, rysownik, grafik (ur. 1497/98)
- 1585 – Matthieu Cointerel, francuski kardynał (ur. 1519)
- 1590 – Philipp Nicodemus Frischlin, niemiecki filolog, dramaturg, poeta (ur. 1547)
- 1594 – Alonso de Ercilla y Zúñiga, hiszpański arystokrata, wojskowy, poeta (ur. 1533)
- 1604 – Herkules I Grimaldi, senior Monako (ur. 1562)
- 1626 – Ernst von Mansfeld, niemiecki dowódca wojskowy (ur. ok. 1580)
- 1632 – Fryderyk V, elektor Palatynatu Reńskiego, król Czech (ur. 1596)
- 1638:
  - Dionizy od Narodzenia Pańskiego, francuski karmelita, misjonarz, męczennik, błogosławiony (ur. 1600)
  - Redempt od Krzyża, portugalski karmelita, misjonarz, męczennik, błogosławiony (ur. 1598)
- 1643 – Claudio Monteverdi, włoski kompozytor, skrzypek (ur. 1567)
- 1661 – Christoph von Houwald, szwedzki, saski, polski i brandenburski generał (ur. 1601)
- 1662 – Wincenty Aleksander Gosiewski, podskarbi wielki litewski, pisarz wielki litewski, hetman polny litewski (ur. ok. 1620)
- 1655 – Hieronim Kołakowski, polski lekarz, profesor i rektor Akademii Zamojskiej (ur. ok. 1600)
- 1694 – Marcello Malpighi, włoski biolog, anatom (ur. 1628)
- 1699 – Patrick Gordon, szkocki oficer wojsk polskich i szwedzkich, generał i kontradmirał wojsk rosyjskich, pamiętnikarz (ur. 1635)
- 1735 – Bernard Franciszek de Hoyos, hiszpański jezuita (ur. 1711)
- 1742 – Franciszek Antoni Fasani, włoski franciszkanin, święty ur. 1681)
- 1759 – Nicolaus I Bernoulli, szwajcarski matematyk, wykładowca akademicki (ur. 1687)
- 1780 – Maria Teresa Habsburg, cesarzowa rzymsko-niemiecka, arcyksiężna Austrii, królowa Czech i Węgier (ur. 1717)
- 1794 – Zofia Mecklenburg-Schwerin, księżniczka duńska i norweska (ur. 1758)
- 1812 – Andrzej Brodziński, polski poeta, tłumacz (ur. 1786)
- 1813 – Giambattista Bodoni, włoski drukarz, zecer, wydawca (ur. 1740)
- 1830 – Polegli w noc listopadową z rąk powstańców w Warszawie:
  - Ignacy Blumer, polski generał (ur. 1773)
  - Aleksiej Gendre, rosyjski generał-major (ur. 1776)
  - Maurycy Hauke, polski generał (ur. 1775)
  - Filip Nereusz Meciszewski, polski pułkownik inżynier (ur. 1786)
  - Józef Nowicki, polski generał (ur. 1766)
  - Stanisław Potocki, polski generał (ur. 1776)
  - Tomasz Jan Siemiątkowski, polski generał (ur. 1786)
  - Stanisław Trębicki, polski generał (ur. 1792)
- 1830 – Charles-Simon Catel, francuski kompozytor, teoretyk muzyki (ur. 1773)
- 1831:
  - Joanna Grudzińska, polska hrabianka, księżna łowicka, morganatyczna żona wielkiego księcia rosyjskiego Konstantego (ur. 1799)
  - Abel (Wasiliew), rosyjski mnich prawosławny (ur. 1757)
- 1832 – Karl Rudolphi, niemiecki zoolog, botanik, anatom, wykładowca akademicki (ur. 1771)
- 1839 – Wilhelmina, księżna żagańska (ur. 1781)
- 1852 – Nicolae Bălcescu, rumuński historyk, pisarz, rewolucjonista (ur. 1819)
- 1855 – Konstanty Świdziński, polski kolekcjoner dzieł sztuki, bibliofil, mecenas i donator ośrodków polskiej kultury narodowej (ur. 1793)
- 1856 – Frederick William Beechey, brytyjski kapitan marynarki wojennej, żeglarz, odkrywca (ur. 1796)
- 1861 – Nikołaj Dobrolubow, rosyjski filozof, publicysta, krytyk literacki (ur. 1836)
- 1872:
  - Horace Greeley, amerykański dziennikarz, zecer, wydawca prasowy, polityk, abolicjonista (ur. 1811)
  - Giovanni Tadolini, włoski kompozytor, dyrygent, nauczyciel śpiewu (ur. 1789)
- 1875 – Maksymilian Piotrowski, polski malarz (ur. 1813)
- 1881 – Aron Epstein, rabin, drugi cadyk krakowski (ur. ?)
- 1884:
  - Gregorio Cruzada Villaamil, hiszpański krytyk i historyk sztuki, dziennikarz, polityk (ur. 1832)
  - Franz Joseph Rudigier, austriacki duchowny katolicki, biskup Linzu (ur. 1811)
- 1886 – John Perdue Gray, amerykański psychiatra (ur. 1825)
- 1894:
  - Zeferino González y Díaz Tuñón, hiszpański duchowny katolicki, biskup Malagi i Kordoby, arcybiskup Sewilii, kardynał (ur. 1831)
  - Archie Hunter, szkocki piłkarz (ur. 1859)
  - Charles Monck, brytyjski administrator kolonialny, gubernator generalny Kanady (ur. 1819)
  - Nicolas Savin, francuski żołnierz, superstulatek (ur. 1768)
- 1895 – Edward von Taaffe, austriacki polityk, premier Austrii (ur. 1833)
- 1897 – James Legge, szkocki misjonarz, sinolog, tłumacz (ur. 1815)
- 1900 – Gustav Hartlaub, niemiecki lekarz, ornitolog (ur. 1814)
- 1901:
  - Francisco Pi y Margall, hiszpański pisarz, polityk, prezydent Hiszpanii (ur. 1824)
  - Juliusz Stattler, polski kompozytor, krytyk i pedagog muzyczny (ur. 1844)
- 1902 – Gustav Breuning, niemiecki malarz (ur. 1827)
- 1904:
  - Kazimierz Elżanowski, polski generał w służbie rosyjskiej (ur. 1832)
  - Albert Yorke, brytyjski arystokrata, polityk (ur. 1867)
- 1906 – Antoni Bronisław Stadnicki, polski ziemianin, literat, podróżnik, dyplomata w służbie austro-węgierskiej (ur. 1874)
- 1910 – Adolph von La Valette-St. George, niemiecki zoolog, anatom, wykładowca akademicki (ur. 1831)
- 1912 – Stanisław Krzemiński, polski historyk sztuki, publicysta, krytyk literacki, polityk (ur. 1839)
- 1913 – Feliks Sobański, polski ziemianin, filantrop (ur. 1833)
- 1914 – Władysław Szujski, polski starszy szeregowy, prawnik, przedsiębiorca (ur. 1865)
- 1915:
  - Luigi Capuana, włoski prozaik, poeta, krytyk literacki (ur. 1839)
  - Franciszek Włodek, polski plutonowy Legionów Polskich (ur. 1894)
- 1916 – Mieczysław Marszewski, polski konstruktor, inżynier komunikacji, działacz rolniczy, hodowca bydła (ur. 1857)
- 1918:
  - Johannes Joseph Koppes, luksemburski duchowny katolicki, biskup Luksemburga (ur. 1843)
  - Neofit (Slednikow), rosyjski duchowny prawosławny, biskup starobielski (ur. 1873)
- 1919:
  - Hans von Boddien, niemiecki pilot wojskowy, as myśliwski (ur. ?)
  - Szymon Winawer, polski szachista pochodzenia żydowskiego (ur. 1838)
- 1920 – Stanisław Cieński, polski ziemianin, polityk (ur. 1849)
- 1921 – Ivan Caryll, belgijski kompozytor (ur. 1861)
- 1923 – Katherine D. Tillman, amerykańska poetka (ur. 1870)
- 1924 – Giacomo Puccini, włoski kompozytor operowy (ur. 1858)
- 1925 – Arkadij Kielepowski, rosyjski polityk (ur. 1869/70)
- 1927 – Enrique Gómez Carrillo, gwatemalski pisarz, krytyk literacki, publicysta, dziennikarz, dyplomata (ur. 1873)
- 1930:
  - Karol Eisenstein, polski działacz syjonistyczny, polityk, poseł na Sejm RP pochodzenia żydowskiego (ur. 1884)
  - Robert Lamezan-Salins, austriacki i polski generał pochodzenia francuskiego (ur. 1869)
- 1931:
  - Władysław Dehnel, polski działacz niepodległościowy i socjalistyczny (ur. 1876)
  - Alojzy Dworzaczek, polski muzyk, kompozytor, dyrygent, pedagog pochodzenia czeskiego (ur. 1869)
  - Józef Prokopowicz, polski generał dywizji (ur. 1855)
- 1932 – Teodor Hryniewski, polski lekarz, działacz społeczny (ur. 1860)
- 1933:
  - Wiktor Burda, polski przedsiębiorca rybacki (ur. 1860)
  - Pavao Rauch, chorwacki prawnik, polityk, ban Chorwacji (ur. 1865)
  - Nikka Vonen, norweska pisarka, folklorystka, edukatorka (ur. 1836)
  - Anna Wahlenberg, szwedzka pisarka, dramaturg, publicystka, tłumaczka (ur. 1858)
- 1936:
  - Alfred Simón Colomina, hiszpański jezuita, męczennik, błogosławiony (ur. 1877)
  - Frīdrihs Lengniks, radziecki polityk (ur. 1873)
- 1937 – Grzegorz (Kozłow), rosyjski duchowny prawosławny, arcybiskup ufiński (ur. 1883)
- 1938:
  - Pałuta Badunowa, białoruska polityk, nauczycielka (ur. 1885)
  - Zbigniew Bielański, polski major intendent (ur. 1897)
  - Franz Johannes Rosumek, niemiecki inżynier, polityk, poseł na Sejm RP (ur. 1883)
  - Bronisław Taraszkiewicz, białoruski językoznawca, tłumacz, wykładowca akademicki, polityk, poseł na Sejm RP (ur. 1892)
- 1939:
  - Szczepan Bochenek, polski rolnik, polityk, poseł na Sejm Ustawodawczy (ur. 1868)
  - Józef Krasnowolski, polski malarz (ur. 1879)
  - Maria, księżniczka badeńska, księżna Anhaltu (ur. 1865)
  - Stanisław Mickaniewski, polski major lekarz (ur. 1895)
  - Philipp Scheidemann, niemiecki polityk, kanclerz Niemiec (ur. 1865)
- 1940:
  - Hans Bernhardt, niemiecki kolarz torowy (ur. 1906)
  - Zdzisław Simche, polski geograf, publicysta, działacz społeczny pochodzenia żydowskiego (ur. 1905)
- 1941:
  - Willy Cohn, niemiecki historyk pochodzenia żydowskiego (ur. 1888)
  - Moritz Hadda, niemiecki architekt (ur. 1887)
  - Zoja Kosmodiemjanska, radziecka partyzantka, czerwonoarmistka (ur. 1923)
  - Frank Waller, amerykański lekkoatleta, płotkarz i sprinter (ur. 1884)
- 1942 – Stanisław Krzynówek, polski działacz komunistyczny (ur. 1891)
- 1943:
  - Władysław Lasocki, polski żołnierz GL (ur. 1905)
  - Władysław Michejda, polski kapitan, adwokat, działacz konspiracji antyhitlerowskiej (ur. 1896)
  - Adolf Pietrasiak, polski podporucznik pilot, as myśliwski (ur. 1916)
- 1944 – George Hill, nowozelandzki lekkoatleta, długodystansowiec (ur. 1891)
- 1945 – Feliks Władysław Starczewski, polski kompozytor, pianista, muzykolog (ur. 1868)
- 1946:
  - Arthur Crispien, niemiecki polityk (ur. 1875)
  - Wit Gawęcki, polski rysownik, malarz, scenograf, ilustrator, grafik (ur. 1911)
  - Karol Roger Raczyński, polski ziemianin, kierowca rajdowy (ur. 1878)
  - Johannes Vares, estoński lekarz, poeta, polityk, prezydent i premier Estonii, przewodniczący Prezydium Rady Najwyższej Estońskiej SRR (ur. 1890)
- 1947:
  - Maria Zofia Russocka, polska posiadaczka ziemska, działaczka gospodarcza i społeczna (ur. 1866)
  - Szaul Jedidja Elazar Taub, polski rabin, cadyk (ur. 1886)
- 1948 – Frederick Warburton, angielski piłkarz, trener (ur. 1880)
- 1949:
  - Tadeusz Jastrzębski, polski inżynier, generał brygady, komendant główny NSZ (ur. 1877)
  - Franciszek Krzywda-Polkowski, polski architekt, wykładowca akademicki (ur. 1881)
- 1950:
  - Helge Ekroth, szwedzki piłkarz (ur. 1892)
  - Yang Gensi, chiński żołnierz (ur. 1922)
- 1952:
  - Władimir Ipatjew, rosyjski generał lejtnant, chemik (ur. 1867)
  - Seweryn Malinowski, polski podporucznik, żołnierz AK, uczestnik powstania warszawskiego (ur. 1898)
  - Czesław Święcicki, polski major kawalerii (ur. 1894)
- 1953:
  - Sam De Grasse, kanadyjski aktor (ur. 1875)
  - Alfons Fryland, austriacki aktor (ur. 1888)
  - Andrzej Lubomirski, polski działacz gospodarczy, kurator literacki, polityk (ur. 1862)
- 1957:
  - Erich Wolfgang Korngold, austriacki kompozytor, dyrygent, pianista (ur. 1897)
  - Wiktor Protopopow, ukraiński psychiatra (ur. 1880)
  - Adolfas Ramanauskas, litewski wojskowy, dowódca partyzancki, pułkownik, uczestnik antysowieckiego podziemia niepodległościowego (ur. 1918)
- 1958 – Mario Benzing, włoski pisarz, tłumacz pochodzenia niemieckiego (ur. 1896)
- 1959:
  - Stanisław Daszewski, polski kapitan pilot, inżynier (ur. 1888)
  - Elfriede Anna Springer, niemiecka rysowniczka, ilustratorka (ur. 1886)
- 1960 – Fortunato Depero, włoski malarz, rzeźbiarz, pisarz (ur. 1892)
- 1962 – Erik Scavenius, duński polityk, premier Danii (ur. 1877)
- 1963:
  - Étienne Balázs, węgierski sinolog (ur. 1905)
  - Nikołaj Baranski, rosyjski geograf (ur. 1881)
  - Ernesto Lecuona, kubański kompozytor, pianista, lider orkiestry (ur. 1896)
  - Adolphe Menjou, amerykański aktor (ur. 1890)
  - Lee Wallard, amerykański kierowca wyścigowy (ur. 1910)
- 1964 – Adolfo Tunesi, włoski gimnastyk (ur. 1887)
- 1965 – Władysław Łubieński, polski oficer, kawaler Orderu Virtuti Militari (ur. 1898)
- 1966 – Alice Masaryková, czeska feministka, działaczka społeczna (ur. 1879)
- 1967:
  - Lucjan Altberg, polski prawnik pochodzenia żydowskiego (ur. 1886)
  - Władimir Konowałow, radziecki kontradmirał (ur. 1911)
  - Ferenc Münnich, węgierski polityk komunistyczny, premier Węgier (ur. 1886)
- 1968 – Grigorij Chłamow, radziecki polityk (ur. 1903)
- 1971:
  - Jan Skulski, polski kapitan artylerii (ur. 1895)
  - Heinz Tiessen, niemiecki kompozytor (ur. 1887)
  - Edith Mary Tolkien, brytyjska pianistka (ur. 1889)
  - Petrus Wernink, holenderski żeglarz sportowy (ur. 1895)
  - Mieczysław Winkler, polski aktor, reżyser teatralny i filmowy, dyrektor teatrów (ur. 1891)
- 1972 – Carl Stalling, amerykański kompozytor (ur. 1891)
- 1973:
  - Fred Apostoli, amerykański bokser (ur. 1913)
  - Władimir Kurasow, radziecki generał (ur. 1897)
- 1974:
  - James Braddock, amerykański bokser (ur. 1905)
  - Dušan Marković, jugosłowiański piłkarz (ur. 1906)
  - Peng Dehuai, chiński dowódca wojskowy, polityk komunistyczny (ur. 1898)
  - Ferdinand Swatosch, austriacki piłkarz, trener (ur. 1894)
- 1975:
  - Tony Brise, brytyjski kierowca wyścigowy (ur. 1952)
  - Graham Hill, brytyjski kierowca wyścigowy (ur. 1929)
  - Willem van Loon, holenderski przeciągacz liny (ur. 1891)
- 1976 – José da Costa Nunes, portugalski duchowny katolicki, arcybiskup Goa i Damanu, kardynał (ur. 1880)
- 1979 – Zeppo Marx, amerykański aktor, komik (ur. 1901)
- 1981:
  - Jack Cameron, kanadyjski hokeista (ur. 1900)
  - Natalie Wood, amerykańska aktorka (ur. 1938)
- 1982:
  - Hermann Balck, niemiecki generał (ur. 1893)
  - Jurij Kazakow, rosyjski pisarz (ur. 1927)
  - Paolo Monti, włoski fotograf (ur. 1908)
  - Tadeusz Wieżan, polski operator i scenarzysta filmowy (ur. 1929)
  - Percy Williams, kanadyjski lekkoatleta, sprinter (ur. 1908)
- 1983 – Czesław Czarnowski, polski otolaryngolog, żeglarz, działacz sportowy (ur. 1883)
- 1984:
  - Gotthard Günther, niemiecki filozof (ur. 1900)
  - Wincenty Kowalski, polski generał brygady (ur. 1892)
- 1985:
  - Eduards Andersons, łotewski koszykarz (ur. 1914)
  - Gaston Féry, francuski lekkoatleta, sprinter (ur. 1900)
- 1986:
  - Cary Grant, brytyjski aktor (ur. 1904)
  - Zofia Woźnicka, polska pisarka, tłumaczka (ur. 1924)
- 1989:
  - Andreas Alariesto, fiński malarz prymitywista (ur. 1900)
  - Rolf Turkka, fiński żeglarz sportowy (ur. 1915)
  - Ödön Zombori, węgierski zapaśnik (ur. 1906)
- 1990 – József Szalai, węgierski gimnastyk (ur. 1892)
- 1991:
  - Ralph Bellamy, amerykański aktor (ur. 1904)
  - Konrad Dyba, polski architekt (ur. 1907)
  - Ludovico Geymonat, włoski dziennikarz, historyk, filozof nauki, działacz komunistyczny (ur. 1908)
  - Nasirdin Isanow, kirgiski polityk, premier Kirgistanu (ur. 1943)
- 1992:
  - Jean Dieudonné, francuski matematyk, wykładowca akademicki (ur. 1906)
  - Tomasz Kiesewetter, polski dyrygent, kompozytor (ur. 1911)
  - Andrea Skanjeti, albański dramaturg, reżyser teatralny (ur. 1906)
  - Stanisław Wytyczak, polski generał (ur. 1925)
- 1993:
  - Piotr Gruszyn, radziecki naukowiec, konstruktor rakiet (ur. 1906)
  - Claude Labbé, francuski polityk, eurodeputowany (ur. 1920)
  - J.R.D. Tata, indyjski przedsiębiorca (ur. 1904)
- 1994:
  - Zygmunt Chyliński, polski fizyk, filozof, wykładowca akademicki (ur. 1930)
  - Józef Karpiel, polski kombinator norweski, biegacz narciarski (ur. 1932)
  - Andrzej Kaźmierowski, polski geodeta, pedagog, polityk, senator RP (ur. 1940)
  - Hervey Gilbert Machen, amerykański polityk (ur. 1916)
  - Titus Popovici, rumuński pisarz, scenarzysta filmowy (ur. 1930)
- 1995:
  - Tadeusz Bernas, polski kapitan marynarki wojennej (ur. 1917)
  - Roger Norman, szwedzki lekkoatleta, trójskoczek (ur. 1928)
  - Josef Velker, jugosłowiański piłkarz pochodzenia niemieckiego (ur. 1912)
  - Sobir Yunusov, uzbecki chemik, wykładowca akademicki (ur. 1909)
- 1996:
  - Jan Drozd, polski duchowny katolicki, salwatorianin, biblista, tłumacz Pisma Świętego (ur. 1914)
  - Dan Flavin, amerykański wszechstronny artysta (ur. 1933)
- 1997:
  - Andrzej Gajec, polski inżynier, samorządowiec, prezydent Stalowej Woli (ur. 1939)
  - Ernest Johnson, brytyjski kolarz torowy (ur. 1912)
  - Heikki Savolainen, fiński gimnastyk (ur. 1907)
- 1998:
  - Hanna Brzezińska, polska piosenkarka, tancerka, aktorka (ur. 1909)
  - Maurice Gatsonides, holenderski kierowca rajdowy, wynalazca (ur. 1911)
- 1999:
  - John Berry, amerykański reżyser filmowy (ur. 1917)
  - Kazuo Sakamaki, japoński podporucznik (ur. 1918)
- 2001:
  - Wiktor Astafjew, rosyjski pisarz (ur. 1924)
  - Andriej Biełow, radziecki dowódca wojskowy, marszałek wojsk łączności (ur. 1917)
  - Budd Boetticher, amerykański reżyser, scenarzysta i producent filmowy (ur. 1916)
  - Aiza Gazujewa, czeczeńska szahidka (ur. ok. 1983)
  - George Harrison, brytyjski muzyk, wokalista, kompozytor, autor tekstów, członek zespołu The Beatles (ur. 1943)
- 2002:
  - Daniel Gélin, francuski aktor, reżyser i scenarzysta filmowy (ur. 1921)
  - Kazimierz Secomski, polski ekonomista, polityk, wicepremier (ur. 1910)
- 2003 – Jesse Carver, angielski piłkarz, trener (ur. 1911)
- 2004:
  - John Drew Barrymore, amerykański aktor, reżyser filmowy i telewizyjny (ur. 1932)
  - Andrzej Micewski, polski działacz katolicki, publicysta, historyk, polityk, poseł na Sejm RP (ur. 1926)
- 2005:
  - Józef Garliński, polski pisarz, kapitan AK, historyk, działacz emigracyjny (ur. 1913)
  - Stepan Senczuk, ukraiński polityk (ur. 1955)
  - David di Tommaso, francuski piłkarz (ur. 1979)
- 2006:
  - Allen Carr, brytyjski pisarz, działacz antynikotynowy (ur. 1934)
  - Janusz Galicki, polski działacz sportowy (ur. 1947)
  - Akio Jissoji, japoński reżyser filmowy (ur. 1937)
  - Leon Niemczyk, polski aktor (ur. 1923)
  - Krystyna Radzikowska, polska szachistka (ur. 1931)
  - Shirley Walker, amerykańska kompozytorka muzyki filmowej, dyrygentka (ur. 1945)
- 2007:
  - Wilikton Barannikow, rosyjski bokser (ur. 1938)
  - Ralph Beard, amerykański koszykarz (ur. 1927)
  - Halina Bittner-Szewczykowa, polska etnograf, muzealnik (ur. 1923)
  - Andrzej Kern, polski prawnik, polityk, wicemarszałek Sejmu RP (ur. 1937)
  - Bogusław Kuczałek, polski inżynier, wynalazca, publicysta (ur. 1930)
- 2008:
  - Sten Rudholm, szwedzki prawnik (ur. 1918)
  - Krystyna Tempska-Cyrankiewicz, polska lekarka, pierwsza dama (ur. 1919)
  - Jørn Utzon, duński architekt (ur. 1918)
  - Romuald Waga, polski admirał (ur. 1936)
- 2009:
  - George Cummins, irlandzki piłkarz (ur. 1931)
  - Robert Holdstock, brytyjski pisarz (ur. 1948)
  - Patrick Konchellah, kenijski lekkoatleta, średniodystansowiec (ur. 1968)
  - Jacek Prentki, polski fizyk teoretyk (ur. 1920)
- 2010:
  - Bella Achmadulina, rosyjska poetka (ur. 1937)
  - Irena Anders, polska aktorka, artystka rewiowa, działaczka polonijna (ur. 1920)
  - Zbigniew Jerzyna, polski poeta, krytyk literacki (ur. 1938)
  - Mario Monicelli, włoski reżyser i scenarzysta filmowy (ur. 1915)
  - Stephen Solarz, amerykański polityk (ur. 1940)
  - Maurice Wilkes, brytyjski informatyk (ur. 1913)
- 2011 – Antonina Wyrzykowska, polska działaczka społeczna, Sprawiedliwa wśród Narodów Świata (ur. 1916)
- 2012:
  - Klaus Schütz, niemiecki polityk (ur. 1926)
  - Jacek Woźniakowski, polski historyk sztuki, pisarz, eseista, publicysta, dziennikarz (ur. 1920)
- 2013:
  - Oliver Cheatham, amerykański piosenkarz (ur. 1948)
  - Natalja Gorbaniewska, rosyjska poetka, dziennikarka, dysydentka, tłumaczka (ur. 1936)
  - Blanka Kutyłowska, polska aktorka, spikerka radiowa, lektorka książek dla niewidomych (ur. 1928)
- 2014:
  - Halina Beyer-Gruszczyńska, polska koszykarka (ur. 1934)
  - John Goodlad, amerykański pedagog (ur. 1920)
  - Zofia Lupertowicz, polska śpiewaczka operowa i operetkowa (mezzosopran) (ur. 1928)
  - Piotr Zajew, rosyjski bokser (ur. 1953)
- 2015:
  - Tadeusz Grudziński, polski historyk-mediewista, wykładowca akademicki (ur. 1924)
  - Wojciech Jaworski,polski lekkoatleta, długodystansowiec (ur. 1961)
  - Adam Kasprzyk, polski polityk, poseł na Sejm PRL (ur. 1927)
  - Eldar Riazanow, rosyjski reżyser i scenarzysta filmowy, aktor, poeta, dramaturg (ur. 1927)
- 2016:
  - Joe Dever, brytyjski projektant gier komputerowych, pisarz fantasy (ur. 1956)
  - Henryk Kończykowski, polski inżynier elektryk, plutonowy AK, uczestnik powstania warszawskiego (ur. 1924)
  - Luis Alberto Monge, kostarykański związkowiec, polityk, prezydent Kostaryki (ur. 1925)
  - Marcos Danilo Padilha, brazylijski piłkarz (ur. 1985)
- 2017:
  - Jerry A. Fodor, amerykański filozof (ur. 1935)
  - Charles Merrill Jr., amerykański filantrop, działacz społeczny (ur. 1920)
  - Slobodan Praljak, chorwacki inżynier, reżyser filmowy i teatralny, generał (ur. 1945)
  - Ksenia Starosielska, rosyjska tłumaczka (ur. 1937)
  - William Steinkraus, amerykański jeździec sportowy (ur. 1925)
- 2018 – Wiktor Matwijenko, ukraiński piłkarz, trener (ur. 1948)
- 2019:
  - Joseph Anthony Irudayaraj, indyjski duchowny katolicki, biskup Dharmapuri (ur. 1935)
  - Roman Malek, polski duchowny katolicki, werbista, sinolog (ur. 1951)
  - Yasuhiro Nakasone, japoński polityk, premier Japonii (ur. 1918)
  - Włodzimierz Sel, polski inżynier, wynalazca, felietonista (ur. 1926)
- 2020:
  - José Rafael Barquero Arce, kostarykański duchowny katolicki, biskup Alajuela (ur. 1931)
  - Ben Bova, amerykański pisarz science fiction (ur. 1932)
  - Papa Bouba Diop, senegalski piłkarz (ur. 1978)
  - Bogdan Poniży, polski duchowny katolicki, egzegeta, biblista, teolog (ur. 1944)
  - Remo Sernagiotto, włoski przedsiębiorca, samorządowiec, polityk, eurodeputowany (ur. 1955)
  - Ali-Asghar Shahbazi, irański aktor (ur. 1922)
  - Nedal Abu Tabaq, polski lekarz, duchowny muzułmański, mufti Ligi Muzułmańskiej w Rzeczypospolitej Polskiej (ur. 1971)
  - Włodzimierz Wander, polski saksofonista, kompozytor, wokalista, członek zespołów Niebiesko-Czarni i Polanie (ur. 1939)
- 2021:
  - Wiesław Boryś, polski slawista (ur. 1939)
  - Arlene Dahl, amerykańska aktorka (ur. 1925)
  - Stanisław Deńko, polski architekt (ur. 1943)
  - David Gulpilil, australijski aktor, tancerz (ur. 1953)
  - C.J. Hunter, amerykański lekkoatleta, kulomiot (ur. 1968)
  - Władimir Naumow, rosyjski reżyser i scenarzysta filmowy (ur. 1927)
  - Władysław Wołoszyn, polski duchowny katolicki, jezuita, duszpasterz akademicki (ur. 1929)
- 2022:
  - Kazimierz Maurer, polski ekonomista, dyplomata (ur. 1937)
  - Adam Ostrowski, polski zapaśnik (ur. 1945)
  - Wacław Stankiewicz, polski pułkownik, ekonomista, wykładowca akademicki (ur. 1925)
  - Joe Warfield, amerykański aktor, reżyser teatralny, pedagog (ur. 1937)
  - Roman Załuski, polski reżyser i scenarzysta filmowy (ur. 1936)
- 2023:
  - Marek Andrzejewski, polski historyk, wykładowca akademicki (ur. 1947)
  - Elliott Erwitt, amerykański fotograf, filmowiec (ur. 1928)
  - Roman Hodowany, ukraiński piłkarz, żołnierz (ur. 1990)
  - Henry Kissinger, amerykański politolog, dyplomata, polityk, doradca ds. bezpieczeństwa narodowego, sekretarz stanu, laureat Pokojowej Nagrody Nobla (ur. 1923)
  - Yasuhiro Noguchi, japoński siatkarz (ur. 1946)
  - Walerian Piotrowski, polski prawnik, adwokat, działacz katolicki, polityk, senator RP (ur. 1927)
  - Michèle Rivasi, francuska nauczycielka, polityk, eurodeputowana (ur. 1953)
- 2024:
  - Marshall Brickman, amerykański reżyser i scenarzysta filmowy (ur. 1939)
  - Josef Jelínek, czeski piłkarz (ur. 1941)
  - Krystyna Mrugalska, polska pedagog, działaczka społeczna (ur. 1937)
  - Wayne Northrop, amerykański aktor (ur. 1947)
  - Peter Westbrook, amerykański szablista (ur. 1952)